# Norddeutscher Lloyd

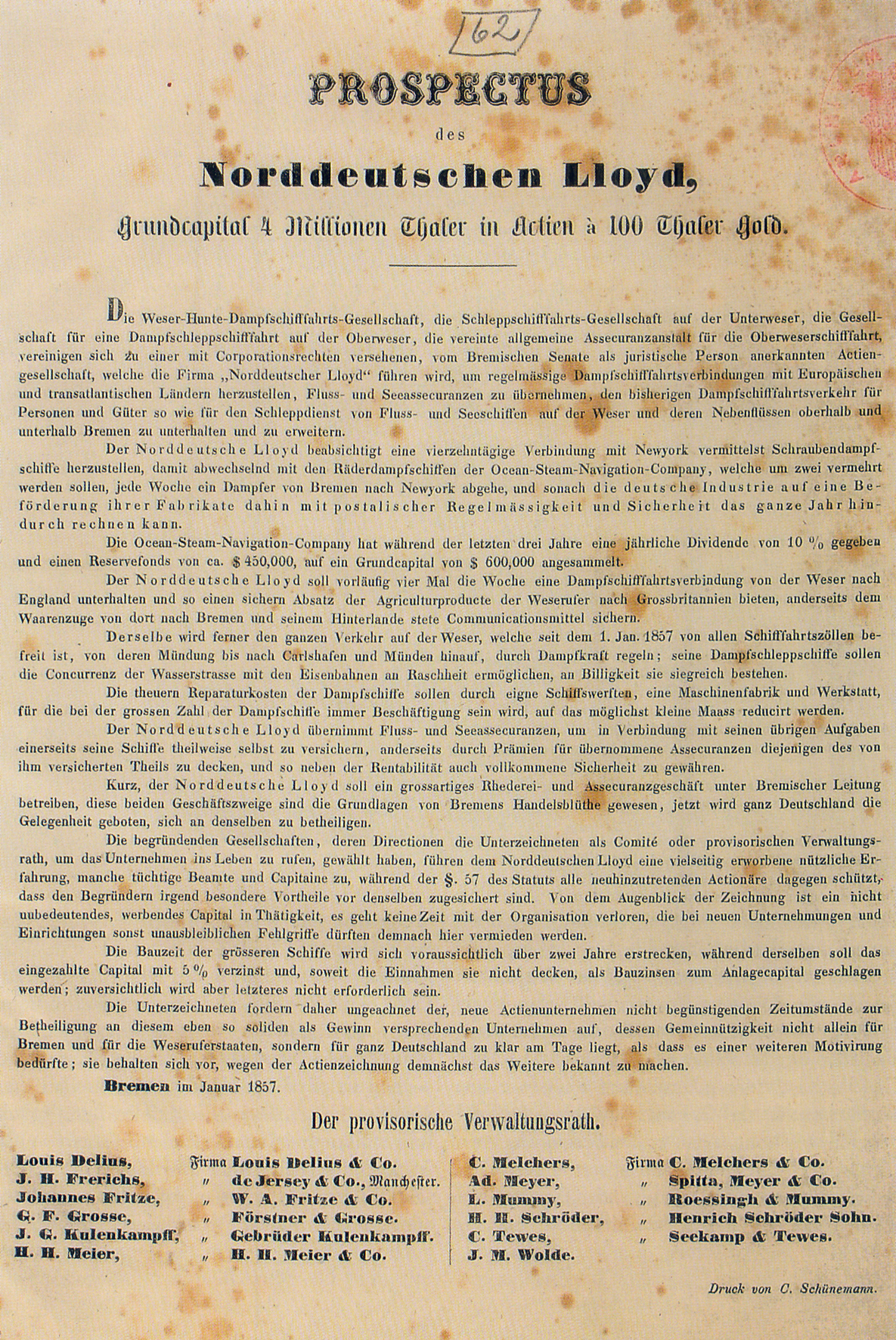
Aktienprospekt des Lloyd von 1857

Der Konzern des Norddeutschen Lloyd (NDL, englisch North German Lloyd) entstand aus einer deutschen Reederei, die am 20. Februar 1857 von Hermann Henrich Meier, Eduard Crüsemann und Gustav Kulenkampff in Bremen gegründet wurde. Sie entwickelte sich zu einem der bedeutendsten deutschen Schifffahrtsunternehmen des späten 19. und frühen 20. Jahrhunderts. Der vielfach verflochtene Konzern mit Werften und Industriebetrieben trug maßgeblich zur wirtschaftlichen Entwicklung von Bremen und Bremerhaven bei. Am 1. September 1970 fusionierte der Norddeutsche Lloyd mit der Hamburg-Amerikanischen Packetfahrt-Actien-Gesellschaft (HAPAG) zur Hapag-Lloyd AG.

## Geschichte

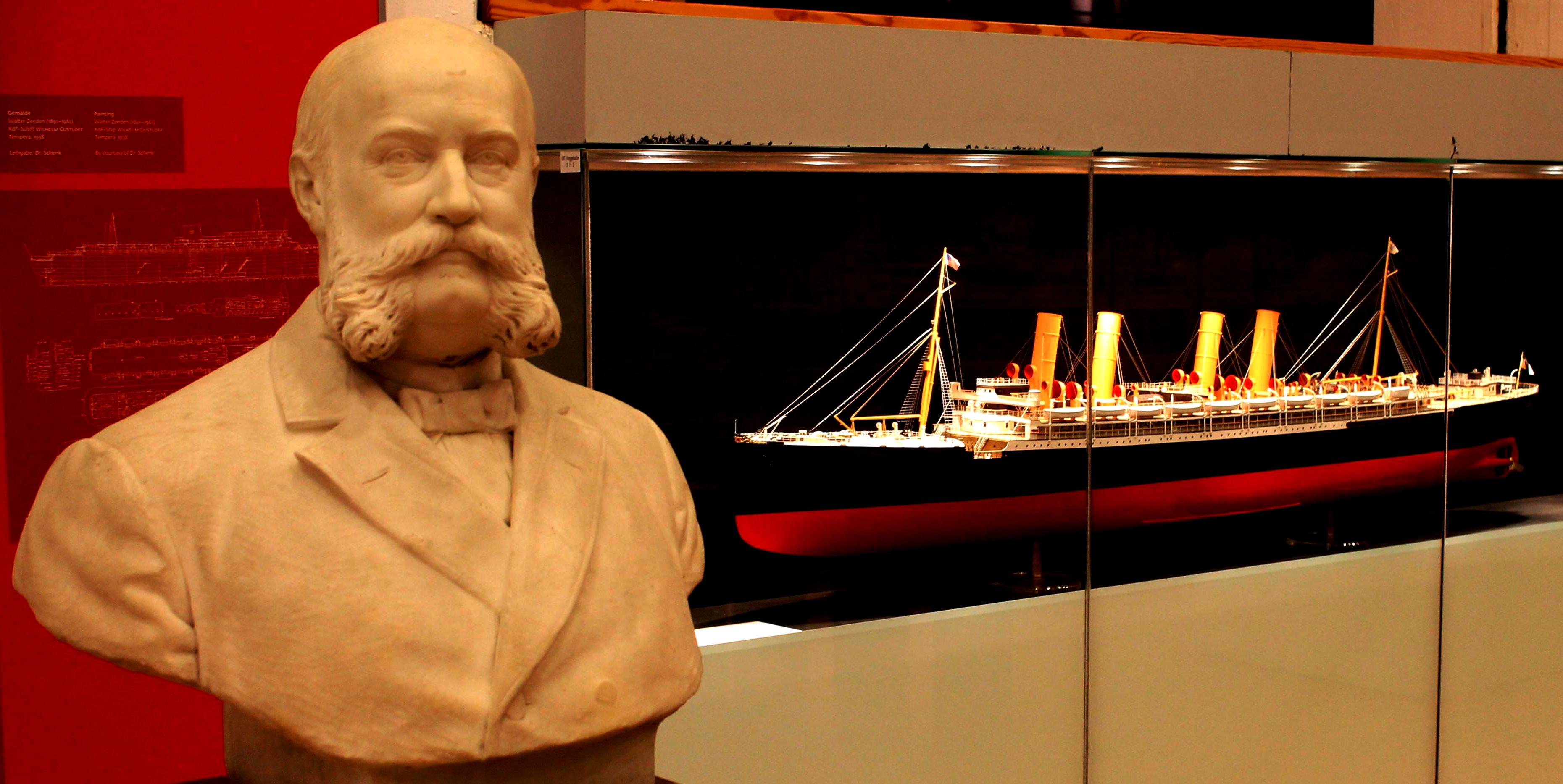
Von 1877 bis 1892 war Johann Georg Lohmann Direktor des NDL, im Hintergrund das NDL-Schiff Kaiser Wilhelm der Große, mit dem der NDL zum 1. Mal das Blaue Band errang

### Aufstieg

#### Gründung des NDL
Nach der Auflösung der Ocean Steam Navigation Company gründeten die bremischen Kaufleute Hermann Henrich Meier und Eduard Crüsemann sowie Gustav Kulenkampff am 20. Februar 1857 die deutsche Reederei Norddeutscher Lloyd (NDL) – „Lloyd“ war hierbei zur Mitte des 19. Jahrhunderts ein Synonym für Handelsschifffahrt. Meier wurde erster Aufsichtsratsvorsitzender und Crüsemann erster Direktor der Aktiengesellschaft (AG). Crüsemann setzte sich neben dem Warentransport auch für den Passagierverkehr ein, der durch die Auswanderung erheblich stärker wurde. Die Reederei betrieb aber auch andere Bereiche wie u. a. den Bugsierdienst, den Bäderdienst, eine Assekuranz und die noch heute tätige Schiffsreparatur. Das erste Kontor der Reederei befand sich in Bremen im Haus Martinistraße Nr. 13.
Bevor aus dem Norddeutschen Lloyd die spätere, renommierte Transatlantikreederei werden sollte, wurden die ersten Seeschiffe im England-Dienst eingesetzt. Das erste Seeschiff, welches auch für den ersten regelmäßigen Passagierdienst zwischen der Weserregion und England sorgte, war die 1857 in Dienst gestellte Adler. Am 28. Oktober 1857 trat sie ihre Jungfernreise von Nordenham nach London an.
Bereits ein Jahr später wurde mit den 2.674 BRT großen Dampfern Bremen und New York ein regelmäßiger Linienbetrieb zwischen dem Neuen Hafen in Bremerhaven und New York eingerichtet. In den folgenden Jahren kamen Passagierverbindungen nach Baltimore und New Orleans hinzu.
Aufgrund internationaler Wirtschaftskrisen gestaltete sich der wirtschaftliche Beginn des NDL außerordentlich schwierig und es mussten bis 1859 zunächst Verluste hingenommen werden. Auch die Zeichnung des Aktienkapital war sehr schleppend; statt geplanter vier Millionen Taler konnten zunächst nur 2,8 Millionen Taler platziert werden. Erst 1861 erhielten die Aktionäre Dividenden und ab 1864 hohe Dividenden.

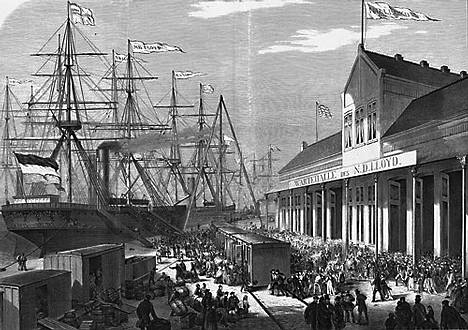
Abfertigungsgebäude des NDL in Bremerhaven, 1871

1867/68 ging der Lloyd eine weitreichende Partnerschaft mit der Baltimore and Ohio Railroad ein. Beide gründeten die Baltimore-Linie, die bis 1878 eigene Schiffe hatte. Hier wurden Schifffahrts- und Bahnlinie sinnvoll verknüpft. Auch Bremerhaven hatte bereits 1862 mit der damals sogenannten Geestebahn einen für den Passagierverkehr wichtigen Eisenbahnanschluss erhalten.
1869 stirbt mit nur 43 Jahren der erste Direktor Crüsemann. Von 1877 bis 1892 war Johann Georg Lohmann Direktor des NDL. Er förderte die Schnelldampferpolitik. Bald jedoch sollten Gründer H. H. Meier und Lohmann deshalb erhebliche Differenzen über die Unternehmenspolitik ausfechten. 1892 wurde der 5481 BRT große erste Zweischraubendampfer auf den Namen des Gründers H. H. Meier getauft. Als Lloyd-Generaldirektor folgte 1892 bis 1909 der Jurist Heinrich Wiegand. Er prägte nunmehr die Entwicklung der Reederei maßgeblich.

#### Reichsgründung 1870/71

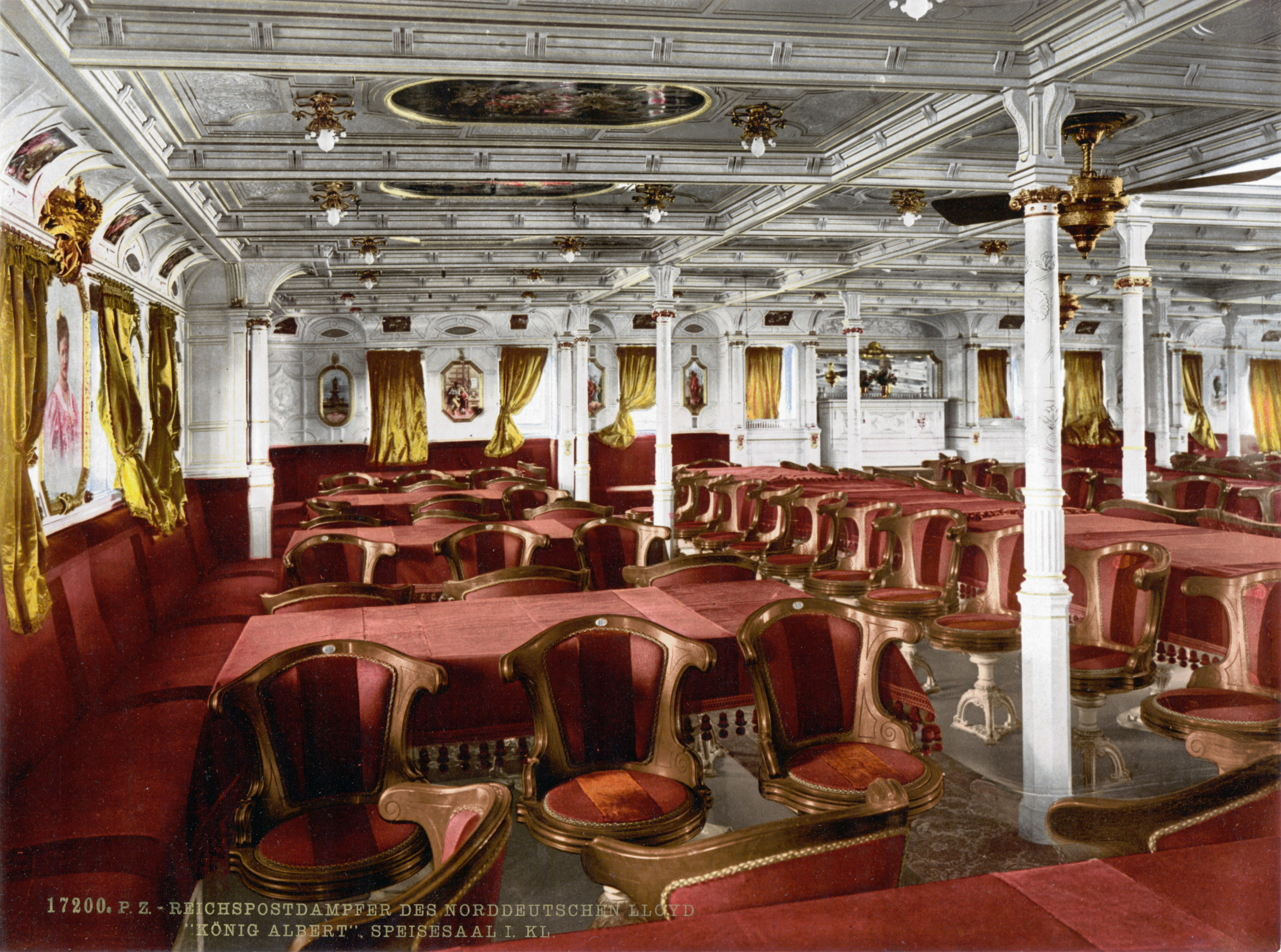
Speisesaal I. Klasse der König Albert

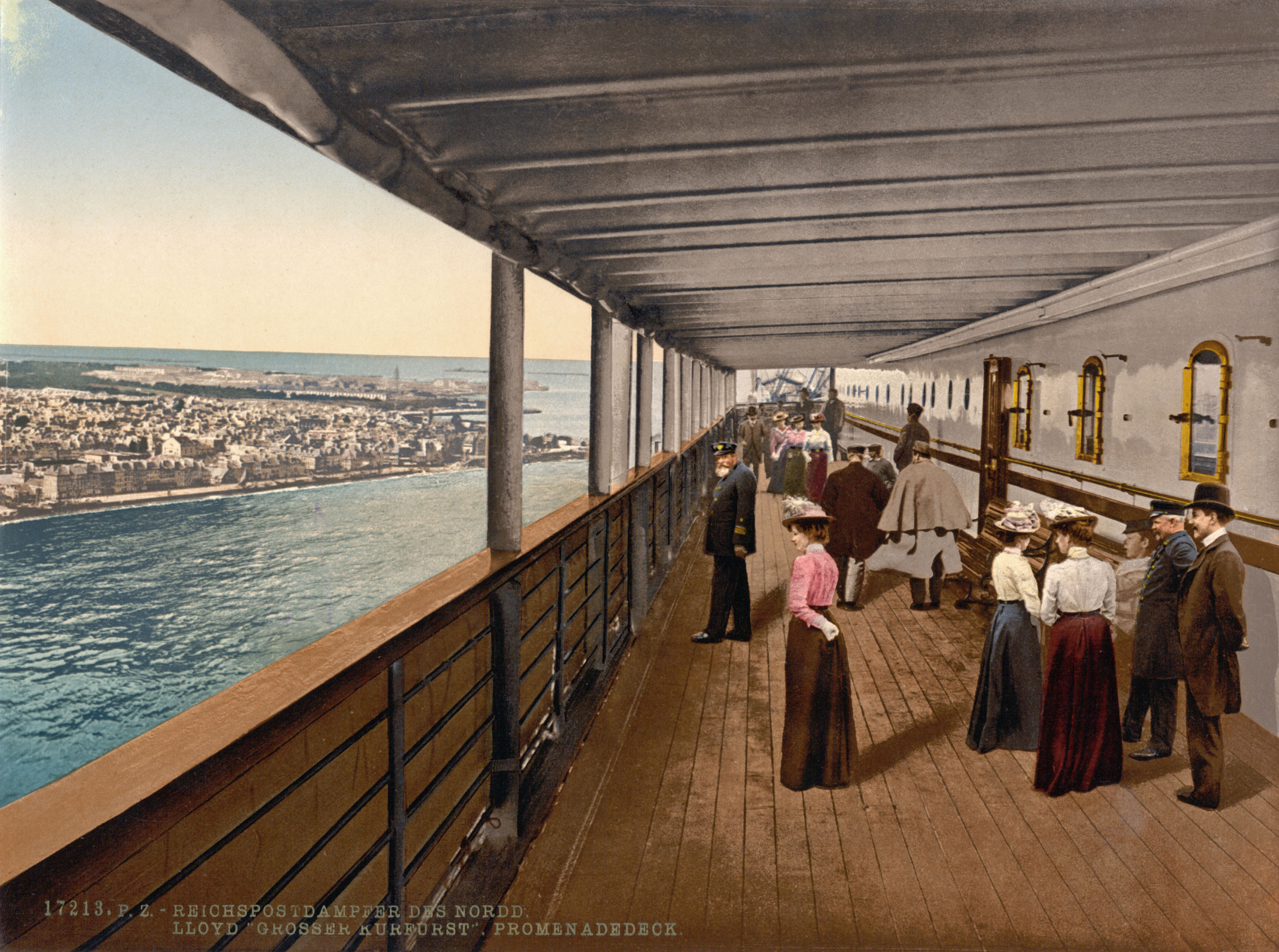
Promenadendeck der Großer Kurfürst (unmaßstäbliche Photomontage)

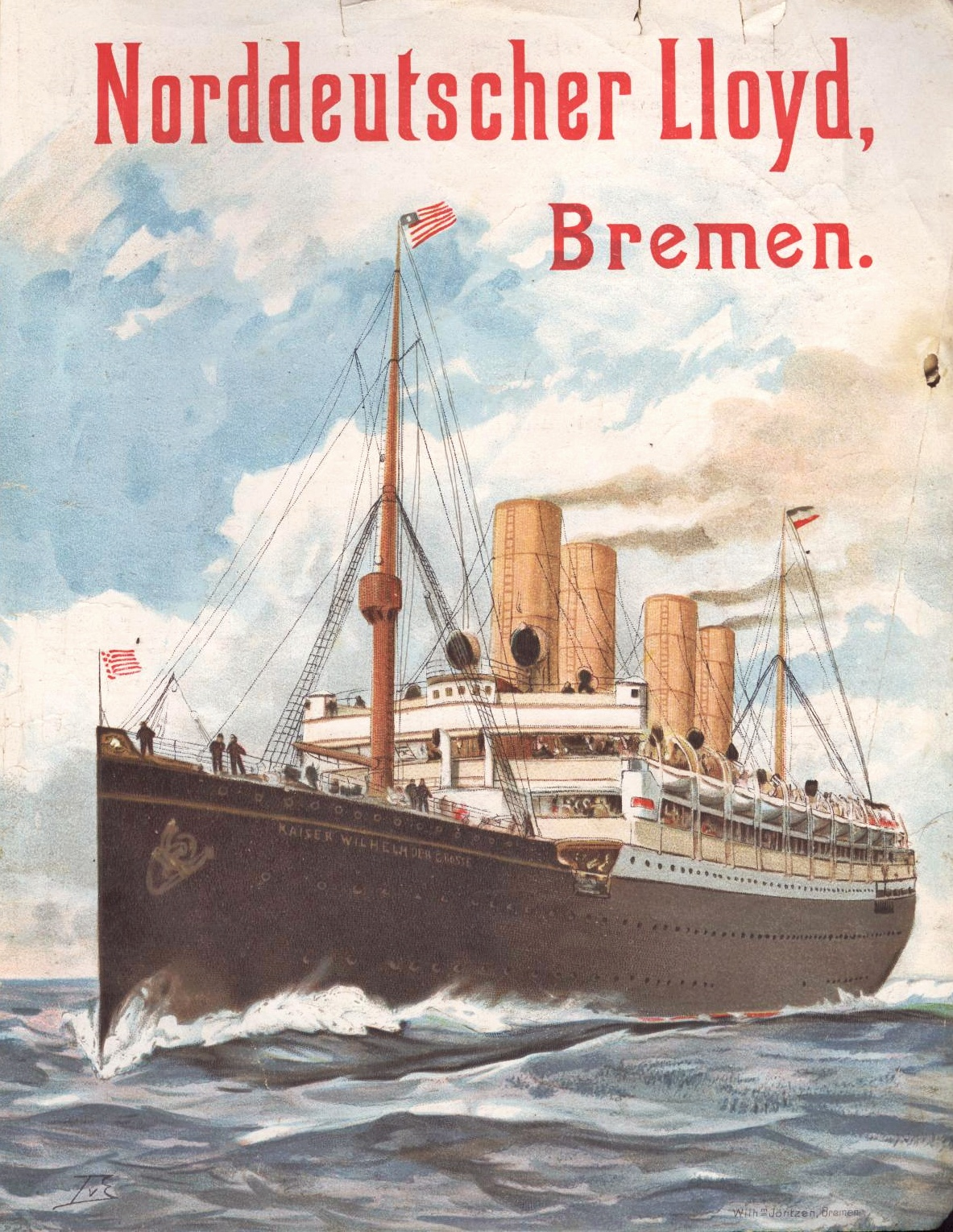
Reklameseite, gemalt von Themistokles von Eckenbrecher, 1903

Mit der Gründung des Deutschen Reichs erfolgte in der Gründerzeit beim NDL eine starke Expansion, man bestellte dreizehn neue Schiffe der Strassburg-Klasse. Von 1871 bis 1874 wurde erfolglos eine Linie nach Westindien eingerichtet. Es folgte 1876 eine dauerhafte Linie an die südamerikanische Ostküste. Auf der Transatlantik-Route herrschte inzwischen ein heftiger Konkurrenzkampf, neben der HAPAG machten sich die Holland-Amerika Lijn aus Rotterdam und die Red Star Line aus Antwerpen verstärkt bemerkbar. Ab 1881 werden elf Schnelldampfer der Flüsse-Klasse mit 4500 bis 6900 BRT. in den Dienst der Nordatlantikfahrt gestellt.
1885 gewann der NDL die Ausschreibung der Reichspostdampferlinien nach Australien und Ostasien. Diese vom Deutschen Reich auf Grund der Postbeförderung subventionierten Linien setzten einen weiteren Meilenstein in den Expansionen der Reederei. Es erfolgte der erste Großauftrag an eine deutsche Werft, als der NDL auf der Basis des Vertrages drei Postdampfer für die Hauptlinien (siehe Preussen) und drei kleinere Dampfer (siehe Stettin) für die vereinbarten Zweiglinien bei der AG Vulcan Stettin bestellte. Für die mit Reichssubvention betriebenen Linien sollten eigentlich nur Dampfer eingesetzt werden, die in Deutschland gebaut waren. So folgten unter anderen von 1894 bis 1908 viele weitere Fracht- und Passagierschiffe u. a. die Barbarossa-Klasse (über 10.000 BRT, Australien, Ostasien und Nordatlantik) und die Feldherren-Klasse (um 8500 BRT, Ostasien/Australien). Als Werften waren für den NDL u. a. der Stettiner Vulcan, Blohm & Voss in Hamburg, F. Schichau in Danzig, die Tecklenborgwerft in Bremerhaven, die AG Weser in Bremen, die Seebeckwerft und der Bremer Vulkan in Vegesack tätig.

#### Abfertigung der Schnelldampfer in Nordenham 1890
Die unzulängliche Schleuse in Bremerhaven führte immer wieder zu Verzögerungen bei der Abfertigung der Schnelldampfer und der Lloyd hatte beim Bremer Senat immer wieder auf Abhilfe gedrungen. Da auch die Drohung der Abwanderung wirkungslos blieb, wurde sie 1890 realisiert. Der oldenburgische Staat hatte inzwischen in Nordenham eine Pier mit ausreichendem Tiefgang am offenen Strom der Weser gebaut, und der Lloyd verlagerte die Schnelldampferabfertigung hierhin. Das wirkte auf den Bremer Senat, und dieser beschloss 1892 den Bau eines neuen Hafenbeckens und einer großen Kammerschleuse in Bremerhaven, die 1897 fertig gestellt sein sollten.
1890 war der NDL mit 66 Schiffen und 251.602 BRT die zweitgrößte Reederei der Welt nach der britischen Peninsular and Oriental Steam Navigation Company mit 48 Schiffen und 251.603 BRT Schiffsraum. Mit 31,6 % des deutschen Schiffsraums war sie die bei weitem bedeutendste deutsche Reederei, während P&O nur 4,7 % des britischen Schiffsraums vereinigte.
 Auch brachte der NDL die meisten Fahrgäste aller Reedereien nach New York. Dies lag vor allem an der hohen Zahl der Zwischendeckspassagiere, meist Auswanderern (67.775 / 18 % des Gesamtaufkommens), während die Spitzenstellung auch bei den Kabinengästen mit 16.629 Personen zwar auch über 16 % lag, aber nur knapp vor den Konkurrenten Cunard Line und White Star Line war. 42 % seines gesamten Passagieraufkommens transportierte der NDL nach New York, aber nur 16,2 % von dort zurück. Der Passagierverkehr mit anderen Häfen in den USA erbrachte 15 %. Die Südamerikaroute hatte einen Anteil am Passagieraufkommen von 17,3 % nach dort und von nur 1,7 % in der Rückfahrt. Die Reichspostlinien hatten Anteile von 3 % nach Australien und 3,9 % nach Ostasien. Beide Linien hatten schon höhere absolute Zahlen als 1890 transportiert.
1887 zog der NDL sich aus den Englandlinien zugunsten der Argo Reederei zurück. Im Bugsierdienst verblieb der NDL durch seine Beteiligung (1899) an der Schleppschifffahrtsgesellschaft Unterweser (heute Unterweser Reederei).
1888 trat H. H. Meier von seinem Posten als Vorsitzender des Verwaltungsrates zurück. Sein Nachfolger wurde Friedrich Reck, und Johann Georg Lohmann wurde Direktor des NDL.

1892 starb Lohmann und Reck trat zurück. Neuer Verwaltungsratsvorsitzender wurde Georg Plate, das Direktorium bestand nun aus Johann Friedrich Bremermann, A. Marquardt und Heinrich Wiegand. Wiegand war zunächst Direktor und trug ab 1899 den Titel Generaldirektor.

#### Vier-Schornstein-Schnelldampfer

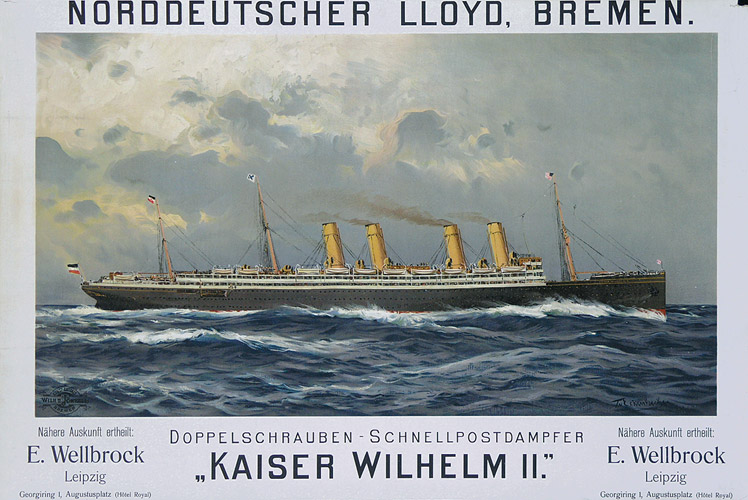
Kaiser Wilhelm II.

1897 schließlich beanspruchte der NDL mit der Indienststellung des mit vier Schornsteinen ausgestatteten Doppelschrauben-Schnellpostdampfers Kaiser Wilhelm der Große einen Spitzenplatz unter den Nordatlantikreedereien. Das zu diesem Zeitpunkt größte und schnellste Schiff der Welt, das auch im Ausland zugleich als eines der wohlproportioniertesten und schönsten Schiffe galt, ließ die Konkurrenz aufhorchen, nicht zuletzt mit dem Gewinn des Blauen Bandes für die schnellste Atlantikquerung mit einer Durchschnittsgeschwindigkeit von 22,3 Knoten.

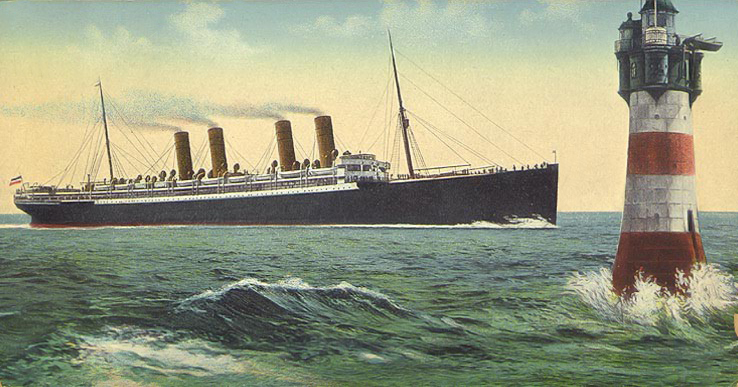
Kronprinz Wilhelm am Leuchtturm Roter Sand

Es folgten von 1901 bis 1907 drei weitere Doppelschrauben-Schnellpostdampfer mit 14- bis 19-tausend BRT, die gemeinsam mit der Kaiser Wilhelm der Große als Schwesterschiffe die Kaiser-Klasse des NDL bildeten. Mit diesem im Regeldienst von Bremerhaven/Kaiserhafen nach Hoboken bei New York ausfahrenden Vierschornsteinquartett besaß die Bremer Reederei die homogenste Schnelldampferflotte der Welt. Die drei anderen Vertreter der Kaiserklasse waren die Kronprinz Wilhelm, die Kaiser Wilhelm II. und die Kronprinzessin Cecilie, deren Innenausstattung von einigen der bedeutendsten Architekten und Künstler ihrer Zeit gestaltet wurde, darunter Joseph Maria Olbrich, der Erbauer des Wiener Secessionsgebäudes und Vertreter der Darmstädter Künstlerkolonie, Bruno Paul, ein Wegbereiter der modernen Zweckarchitektur und der führenden Vertreter der Bewegung „Kunst und Handwerk“, Richard Riemerschmid. Auch technisch hatte dieses Schiff bedeutendes zu bieten, da dort die größte Kolbendampfmaschinenanlage eingebaut wurde, die je in einem Schiff gearbeitet hat.

Blick in das mittlere Segment des Maschinenraums der Kronprinzessin Cecilie. Unten die beiden hintereinander angeordneten Kolben der obenliegenden Hochdruckzylinder von einer der Vierfach-Expansionsdampfmaschinen.

Mit dieser Flotte begann das „Jahrzehnt der Deutschen“ in der Transatlantikschifffahrt, in dem der NDL und die HAPAG auf der Strecke zu den jeweiligen reederreieigenen Hafenanlagen in Hoboken mit mehreren Rekordschiffen dominierten und neben der britischen Cunard-Line und der White Star Line zu den größten Schifffahrtsgesellschaften der Welt wurden. So gewannen 1902 bzw. 1904 erneut zwei NDL-Schiffe das Blaue Band: die Kronprinz Wilhelm mit einer Durchschnittsgeschwindigkeit von 23,09 Knoten auf der West-Passage von Cherbourg nach Hoboken/New York und die Kaiser Wilhelm II. mit 23,58 Knoten für die Ostquerung. 1907 ging das symbolische Blaue Band an die Lusitania und 1909 an die Mauretania, beides Schiffe der britischen Cunard Line. Letzteres behielt die Auszeichnung bis 1929.

#### NDL im 20. Jahrhundert
Der NDL erwarb 1899 aus britischem Besitz 25 Küstendampfer, die er im Pazifik einsetzte.
Bei dem Großbrand des Hoboken-Piers in New York am 30. Juni 1900 wurden die drei Schiffe Bremen, Main und Saale schwer beschädigt.
1900–1903 wurde der Passagierdienst nach Ostasien im Verbund mit der HAPAG durchgeführt. 1900 wurden, bedingt durch den Boxeraufstand in der Qing-Dynastie in China, neben den Reichspostdampfern u. a. 14 Lloyd-Passagierschiffe für Truppentransporte dorthin eingesetzt. Nach 1914 wurden deshalb acht beschlagnahmte deutsche Schiffe auf Namen mit der Anfangssilbe „Hun“ (englisch für Hunne) umbenannt, wodurch die Sammelbezeichnung Hunnendampfer entstand.
Der Lloyd war sehr preußenfreundlich, was sich durch die Wahl der Schiffsnamen ausdrückte. Auch bestanden zwischen Kaiser Wilhelm II. und Generaldirektor Wiegand gute persönliche Beziehungen (beispielsweise war Wiegand als Gast bei Wilhelms II. Hunnenrede zugegen). Andererseits stand der NDL in vorsichtiger Distanz zu der Flottenpolitik von Großadmiral Alfred von Tirpitz, da diese die guten und erforderlichen maritimen Beziehungen zum Vereinigten Königreich und zu den USA störten.

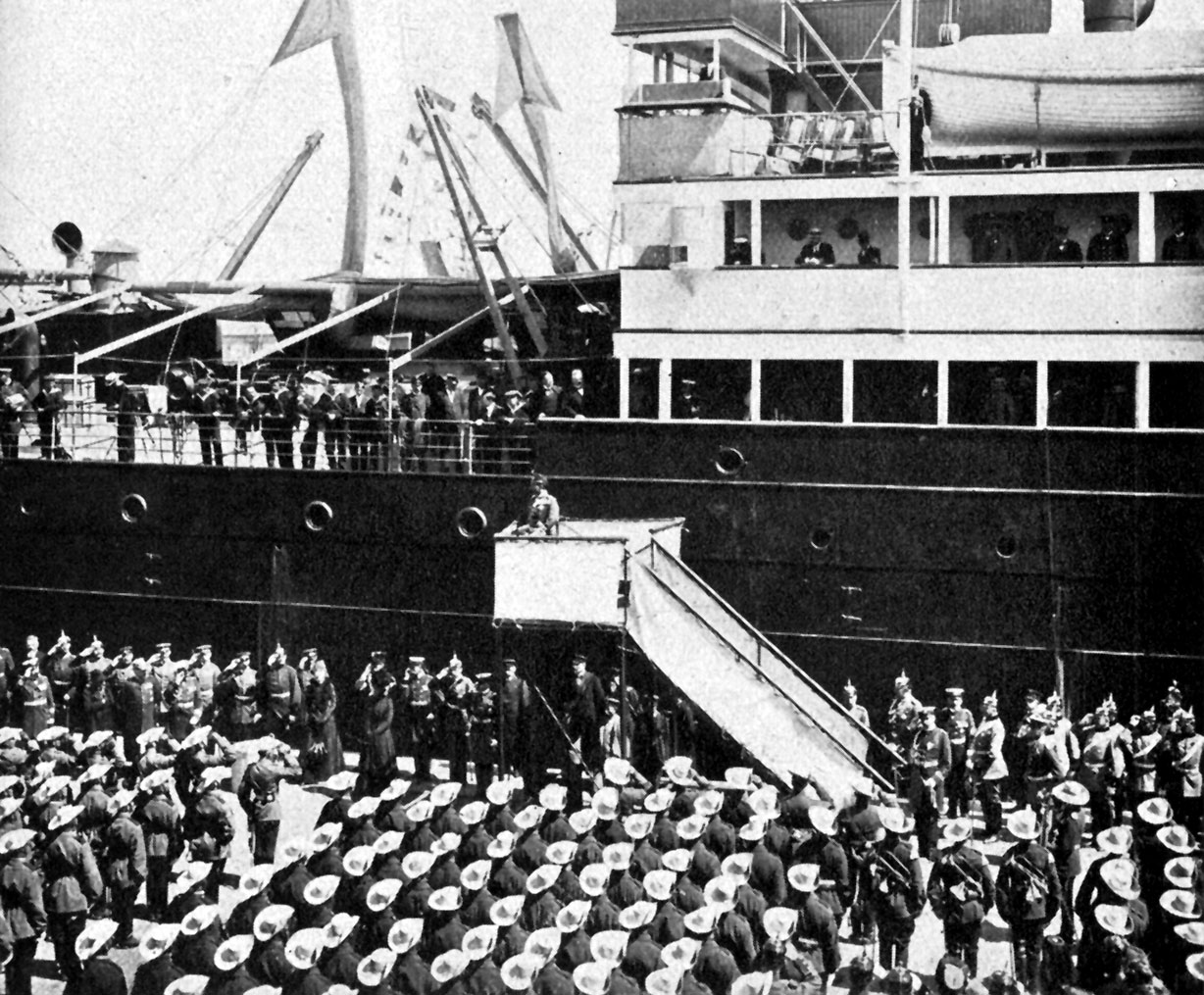
Kaiser Wilhelm II. hält 1900 seine berüchtigte Hunnenrede

Anfang des 20. Jahrhunderts begann der US-Bankmagnat J. P. Morgan eine ganze Reihe von Reedereien aufzukaufen, darunter die White Star Line, die Leyland Line oder die Red Star Line, um ein transatlantisches Monopol aufzubauen. Es gelang ihm aber nicht u. a. die britische Cunard Line oder die französische Compagnie Générale Transatlantique (CGT) zu übernehmen. HAPAG und NDL machten Morgan, dem auch die größte US-Eisenbahngesellschaft Baltimore and Ohio Railroad gehörte, deshalb ein Angebot, um den Markt aufzuteilen. Zusammen mit der Holland-Amerika Lijn und der Morganreederei Red Star Line, wurde ein Vertrag geschlossen, der die Passagiere unter den vier Firmen aufteilte. Ein ruinöser Wettbewerb wurde verhindert. 1912 wurde das Morgan-Abkommen beendet.
1905 errichtete der NDL erstmals eine reine Frachtlinie nach Australien zwischen den Reichspostdampferabfahrten. Die neue Linie, für die die Frachter der Franken-Klasse beschafft wurden, führte anfangs über Beneluxhäfen ins Mittelmeer, durch den Sues-Kanal und lief dann Padang, Batavia und Soerabaya in Niederländisch-Indien an, um dann die Nordspitze Australiens zu umlaufen und an der Küste Queenslands entlang über Townsville und Brisbane nach Sydney zu führen. Ab Juli 1907 führte die Route durch den Südatlantik nach Kapstadt, dann Fremantle in Australien und um das südliche Australien gegebenenfalls bis nach Brisbane.
1907 feierte der Norddeutsche Lloyd sein fünfzigjähriges Jubiläum und man sprach von der „Weltreederei“. Er hatte 93 Seedampfer, 51 Küstendampfer, zwei Segelschulschiffe (Herzogin Cecilie und Herzogin Sophie Charlotte) und 53 Flussdampfer sowie 182 Leichter und Kohlenprähme. 491.383 Passagiere und 3,8 Millionen Tonnen Fracht wurde auf allen Linien 1906 befördert. Der Flottenwert belief sich auf 160 Millionen Mark. Beim Lloyd waren rund 22.000 Mitarbeiter beschäftigt. Wegen der hohen Investitionskosten und einer internationalen Konjunkturkrise hatte die Reederei in dieser Zeit aber auch mit erheblichen finanziellen Schwierigkeiten zu kämpfen.

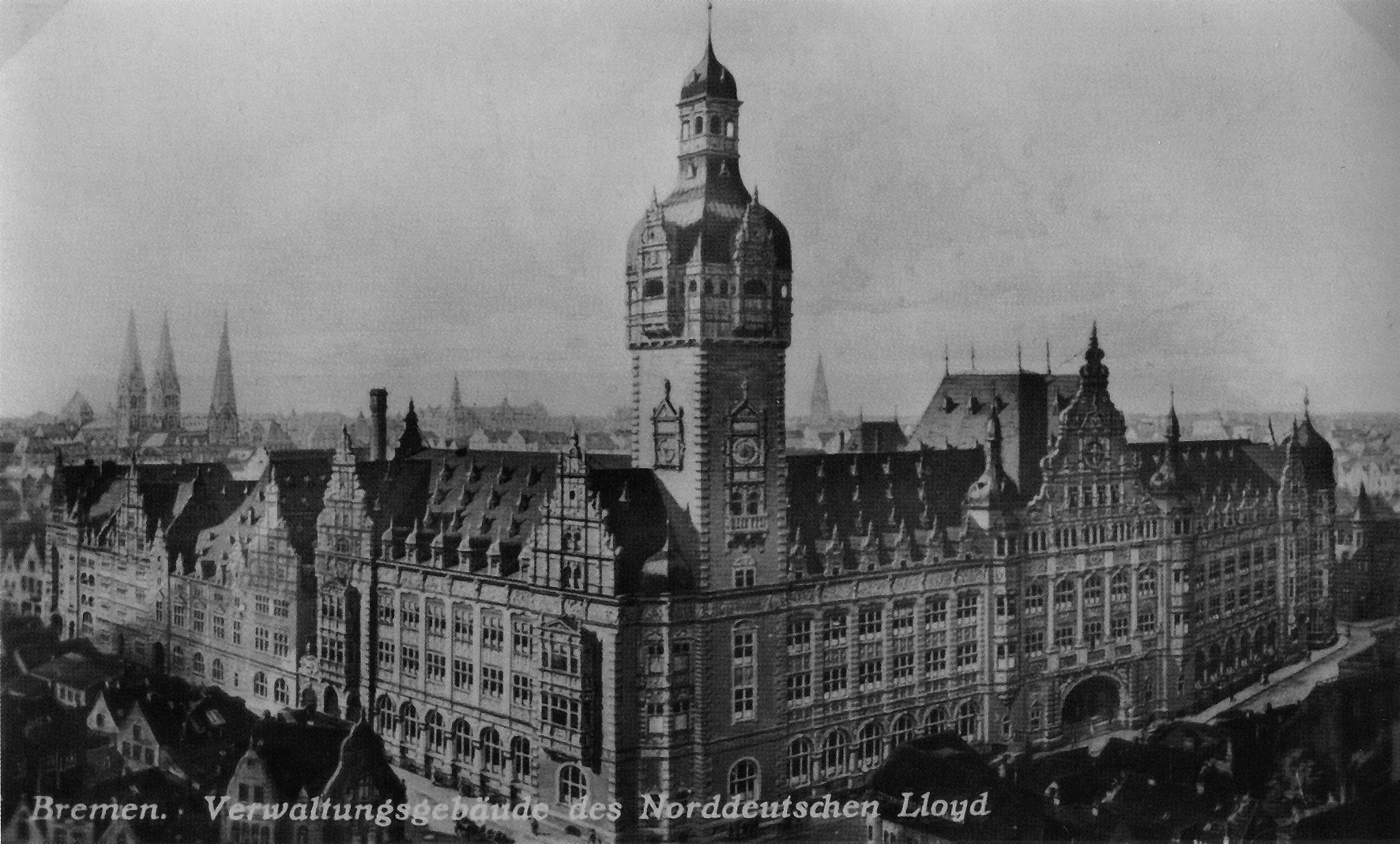
Das Lloydgebäude in einer Ansicht von Otto Bollhagen

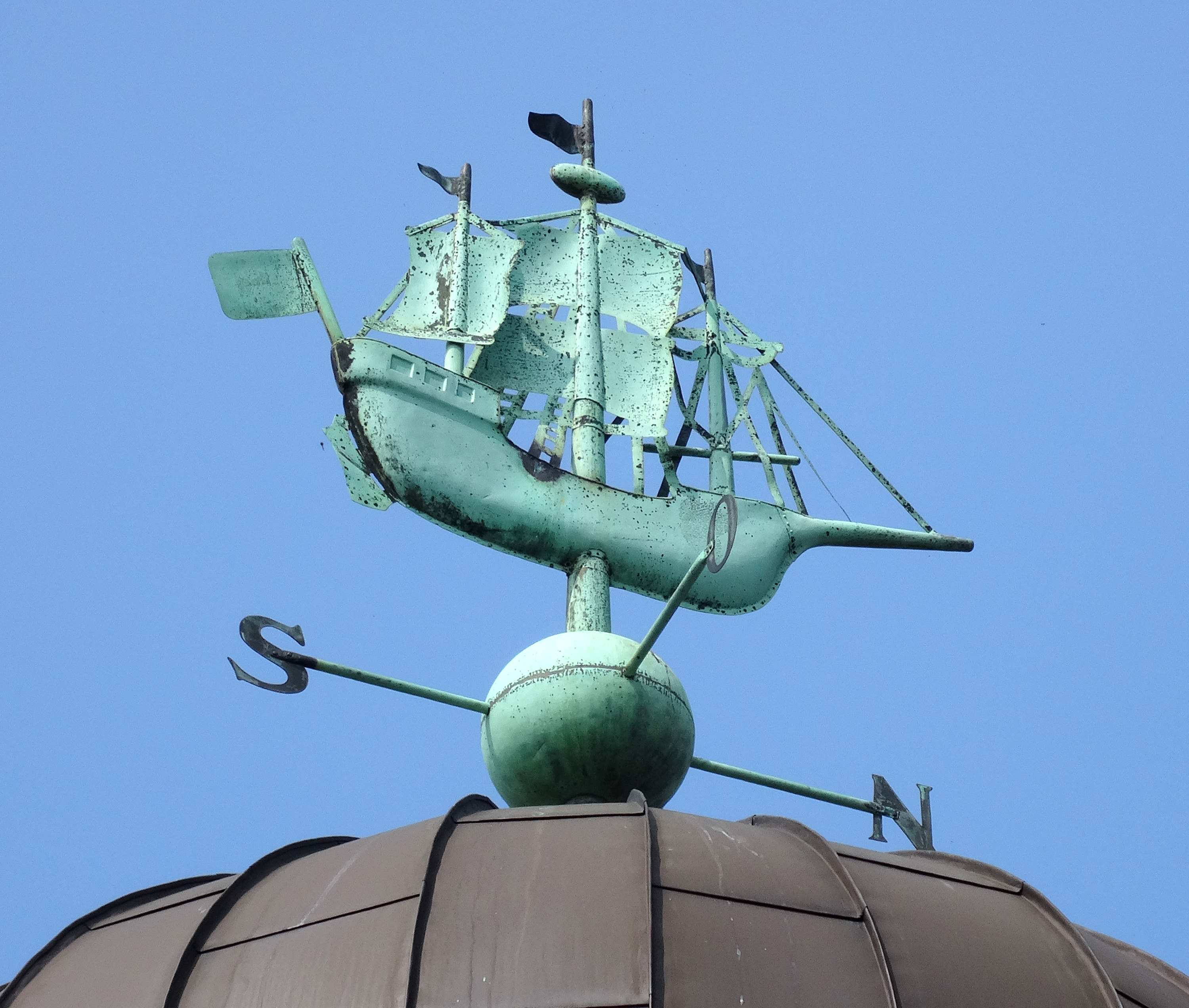
Wetterfahne auf dem Lloyd-Bahnhof

Trotz finanzieller Engpässe entstand zwischen 1907 und 1910 nach Plänen des Architekten Johann Georg Poppe das sehr repräsentative Verwaltungsgebäude mit einem Turm, das Lloydgebäude in Bremen an der Papenstraße. Dieses Gebäude im eklektischen Baustil dieser Zeit wurde 1942 an die Firma Deschimag (AG Weser) verkauft. In das schwer kriegsbeschädigte Gebäude zog nach 1945 der Senator für das Bauwesen ein und im Keller die Remmers Bierstuben. 1969 wurde das Gebäude zu Gunsten des Kaufhaus Horten ganz abgerissen. Die danebenliegende neue Einkaufspassage trägt jedoch den Namen „Lloydpassage“.
Auf den lukrativen Nordatlantikpassagen fuhren inzwischen neue, attraktive Schiffe anderer Großreedereien, u. a. die Lusitania und Mauretania von der Cunard-Line sowie die Olympic, Titanic und Britannic von der White Star Line. Die HAPAG plante mit der Imperator Schiffe von mit 50.000 BRT. Der NDL antwortete mit kleineren aber repräsentativen Schiffen wie der Prinz Friedrich Wilhelm und der George Washington sowie der vom Mittelmeer nach New York eingesetzten Berlin; Schiffe mit 17- bis 25-tausend BRT und einer Geschwindigkeit von 17 bis 20 Knoten. 1914 wurde schließlich noch der Bau zweier 33.000 BRT großer Dampfer der Columbus-Klasse in Auftrag gegeben; der Erste Weltkrieg verhinderte die Fertigstellung.
1914 waren rund 22.000 Menschen bei der Reederei angestellt.
Der Erfolg des Unternehmens hatte auch direkte Auswirkungen auf das schnelle Wachstum der 1827 von der Freien Hansestadt Bremen gegründeten Stadt Bremerhaven.
Nach dem Tod von Generaldirektor Wiegand im Jahr 1909 folgte ihm bis 1920 Philipp Heineken.
Zur Verbesserung der Passagierabfertigung entstand 1913 der sogenannte Lloyd-Bahnhof auf der Rückseite des Hauptbahnhofs Bremen mit dem großen Lloyd-Wappen.

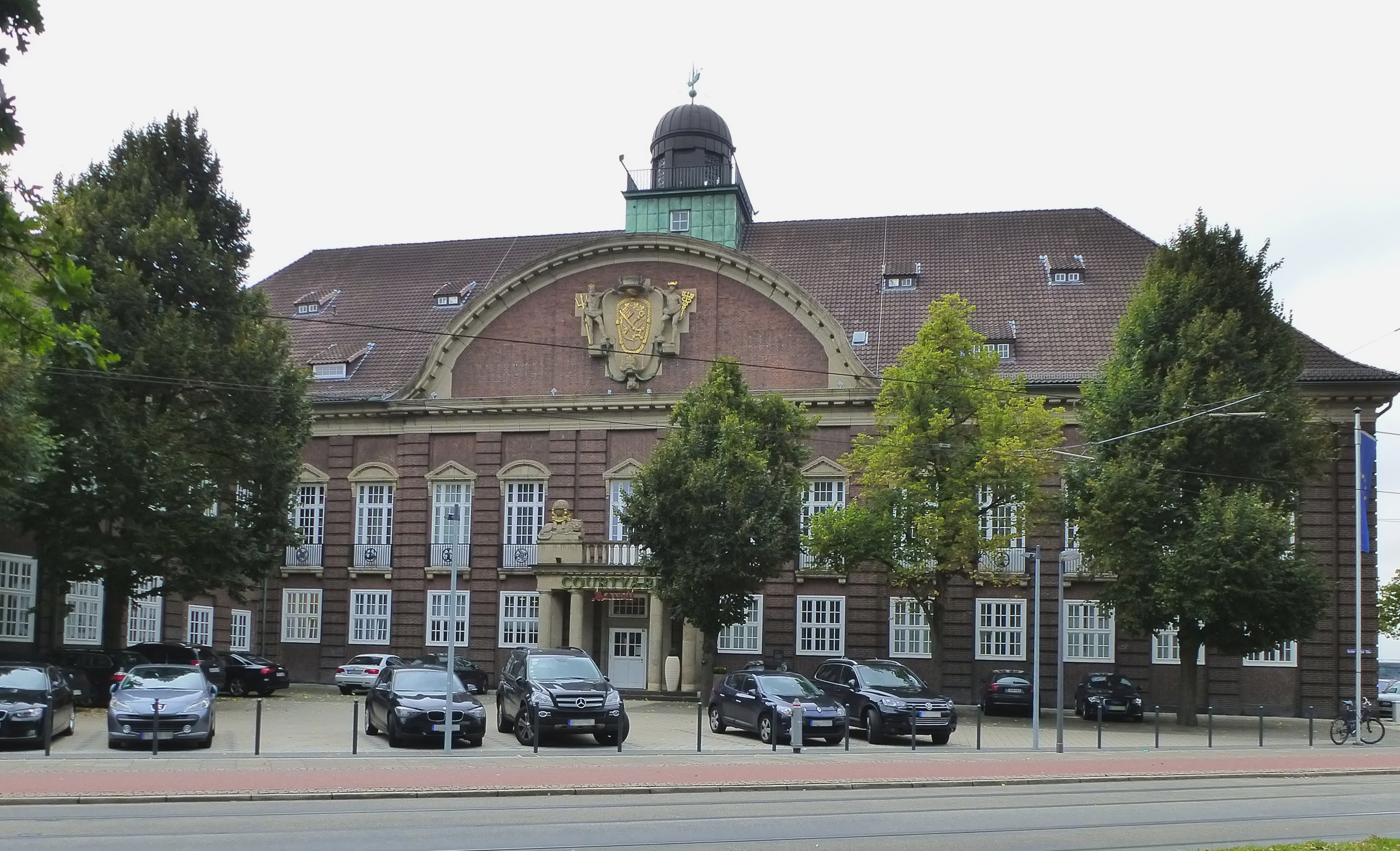
Lloyd-Bahnhof

#### Die NDL-Linien um 1907
Europa–Amerika
- Bremerhaven–Baltimore | Bremerhaven–Savannah | Bremerhaven–Galveston
- Bremerhaven–Kuba
- Bremerhaven–La Plata-Häfen | Bremerhaven–Brasilien
- Bremerhaven–New York
- Genua–New York

Mittelmeer
- Marseille–Alexandria sowie die Deutsche Mittelmeer-Levante-Linie und der Gemeinschaftsdienst mit der Königl. Rumänischen Dampfschiffahrtsgesellschaft

Europa–Asien/Australien
- Frachtlinie Bremerhaven-Kapstadt-Australien
- Reichspostdampfer-Linien Bremerhaven–Ostasien und Bremerhaven–Australien

Asien/Australien (inklusive Küstenlinien)
- Hongkong–Bangkok| Hongkong–Bangkok (über Swatow) | Hongkong–Bangkok (über Singapur) | Hongkong–Straits | Hongkong–Südphilippinen
- Penang–Deli
- Reichspostdampfer-Linie Australien–Manila–Hongkong–Japan
- Reichspostdampfer-Linie Singapur–Batavia–Neuguinea–Rabaul
- Shanghai–Hankow
- Singapur–Deli | Singapur–Bangkok | Singapur–Südphilippinen | Singapur–Molukken (über Borneo) | Singapur–Molukken (über Celebes)

Deutsche Küste
- Passagierschifffahrt Bremen–Bremerhaven
- Schleppschifffahrt Bremen–Hamburg und Bremen–Bremerhaven
- Seebäderdienst an der Nordseeküste

### Der Erste Weltkrieg
Bis zum Beginn des Ersten Weltkriegs ging (trotz der wiedererstarkten Konkurrenz aus England) der Trend weiter nach oben. Für die zivile Reederei waren der Beginn des Krieges eine Belastungsprobe und eine logistische Herausforderung, denn ein Großteil der Flotte war über die Weltmeere verstreut. Den meisten Schiffen gelang es, rechtzeitig neutrale oder heimische Häfen anzulaufen. Der Technische Betrieb des NDL in Bremerhaven arbeitete von nun an fast nur für die Kaiserliche Marine. Die Deutsche Ozean-Rhederei – der NDL hatte die Kapitalmehrheit – betrieb Handels-U-Boote; unter Lloyd-Kapitän Paul König gelangen zwei Fahrten über den Atlantik.
Der NDL hatte zu Beginn des Krieges eine Flotte mit einer Gesamttonnage von über 900.000 BRT. Im Vertrag von Versailles erzwangen die Siegermächte die Ablieferung aller Seeschiffe über 1600 BRT und die Hälfte aller Einheiten von 100 bis 1600 BRT.
1917 wurden in den USA bereits die Hafenanlagen in Hoboken und alle dort aufliegenden Lloyd-Dampfer beschlagnahmt. Eine NDL-Flotte wie in den Vorkriegszeiten gab es somit nicht mehr. Die Reederei musste fast von vorne beginnen.

### Nach dem Ersten Weltkrieg

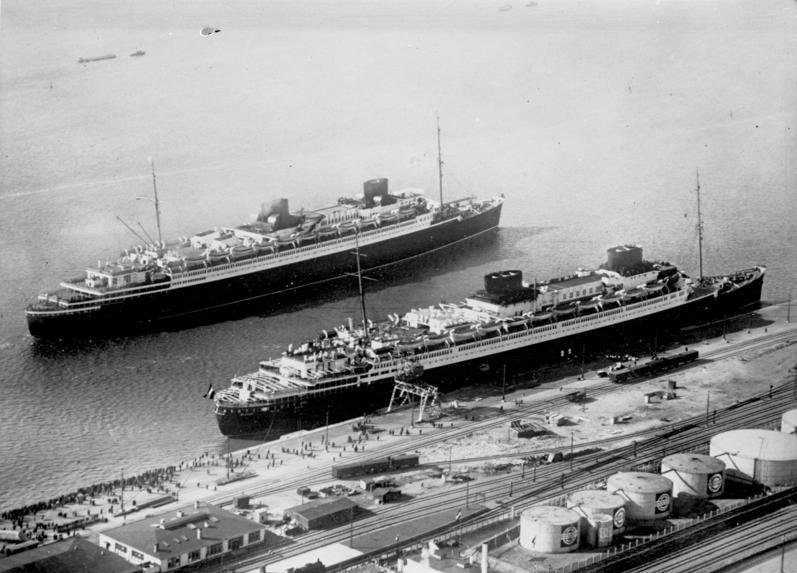
Die dritte Europa (vorne am Pier) zusammen mit ihrem Schwesterschiff, der vierten Bremen (hinten) in Bremerhaven, März 1930

Nach dem Krieg hatte der Lloyd noch einen Bestand von kleinen Dampfern mit insgesamt 57.000 BRT. Es wurde 1919 mit dem Seebäderdiensten, dem Bugsierdiensten und mit Leichterschiffen der Betrieb weitergeführt. „Flaggschiff“ war der kleine Seebäderdampfer Grüß Gott mit nur 781 Tonnen.
Von 1920 bis 1939 beteiligte sich der NDL am Seedienst Ostpreußen, ab 1922 mit dem Schiff Hansestadt Danzig.
1920 wurde eine Tochtergesellschaft für den Luftverkehr gegründet. Diese fusionierte 1920 mit der Sablatnig Flugzeugbau GmbH zur Lloyd Luftverkehr Sablatnig. 1923 legten HAPAG und Norddeutscher Lloyd ihre Luftfahrtinteressen im Deutschen Aero Lloyd zusammen, aus dem durch Fusion mit der Junkers Luftverkehr AG am 6. Januar 1926 die „Deutsche Luft Hansa AG“ entstand.
Im August 1920 konnte der NDL mit der United States Mail – ab 1921 United States Lines – einen Agenturvertrag abschließen und diesen zu Gemeinschaftsdiensten erweitern. Mit der früheren Rhein, nunmehr der Susquehanna, wurde 1920 der Liniendienst von New York nach Bremerhaven unter US-Flagge wieder aufgenommen.
Die noch unfertige Columbus wurde nach Kriegsende an Großbritannien abgetreten und 1920 durch die White Star Line vom britischen Staat gekauft. Das Schiff selbst lag nach wie vor in Danzig. Die White Star Line hatte großen Bedarf an Tonnage, erstens wegen der vielen Kriegsverluste und zweitens, weil auch der Verlust der Titanic noch ausgeglichen werden musste. Der Weiterbau der Columbus auf der Schichau-Werft verlief 1919 nur sehr schleppend, denn das Unternehmen und die Arbeiter legten keinen großen Arbeitseifer an den Tag für ein Schiff, von dem sie wussten, dass es dem ehemaligen Kriegsgegner in die Hände fallen würde. Inspektoren der White Star Line erschienen auf der Werft in Danzig, um den Fertigbau zu überwachen. Schließlich kam es im Herbst 1921 zum sogenannten Columbus-Abkommen zwischen den Deutschen und den Briten. Die deutsche Regierung und der Norddeutsche Lloyd sagten zu, ihren Einfluss für eine zügige Fertigstellung des Schiffes einzusetzen und keine rechtlichen Bedenken zu erheben, denn Danzig gehörte inzwischen nicht mehr zum Deutschen Reich. Für diese Zusagen verzichtete die englische Seite auf die Auslieferung von sechs Schiffen des NDL, die den Krieg in Südamerika verbracht hatten. Es handelte sich um die ehemaligen Reichspostdampfer Seydlitz (7942 BRT/03) und Yorck (8901 BRT/06), die zum La Plata eingesetzte Gotha (6653 BRT/07) und die Frachter Göttingen (5441 BRT/07), Westfalen (5112 BRT/05) und Holstein (4932 BRT/11). Diese sechs Schiffe erschienen dem Lloyd für einen Neubeginn wichtiger als ein Riesendampfer.

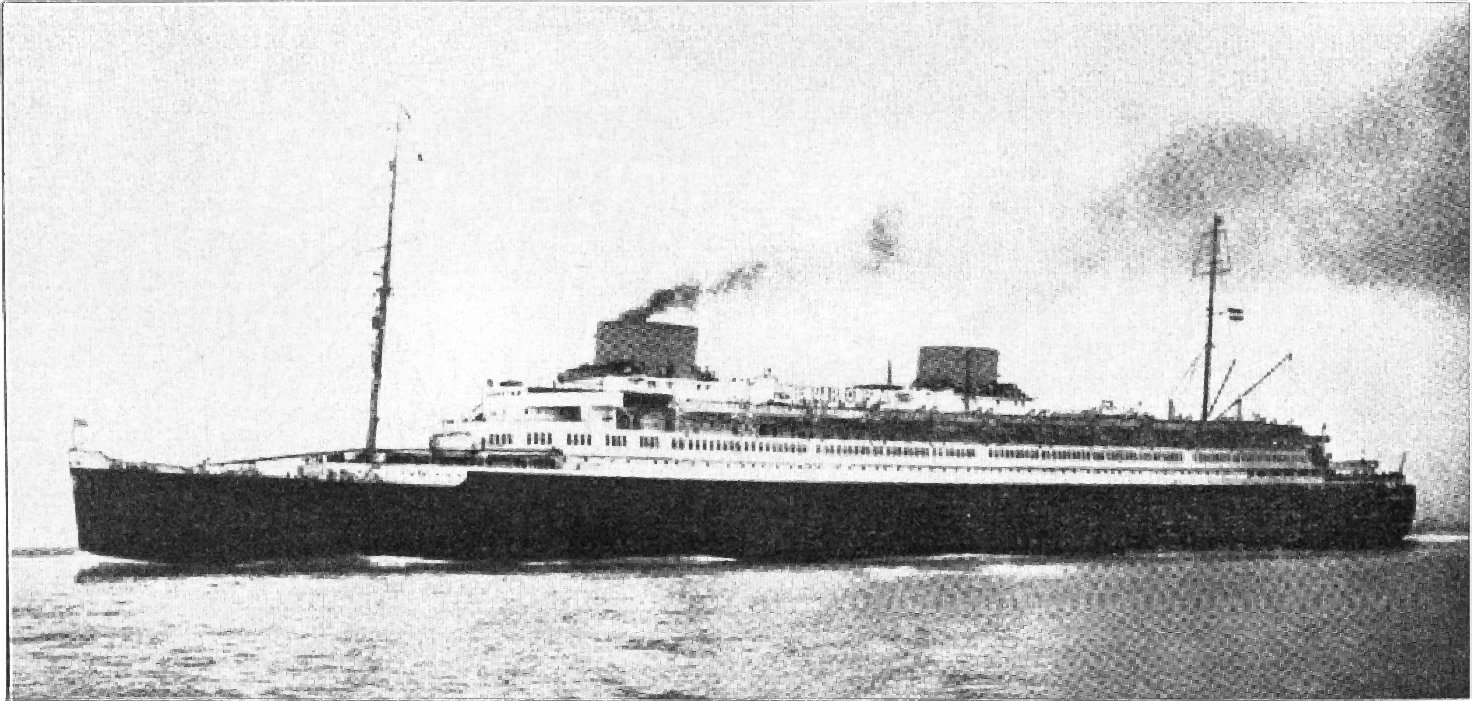
Die dritte Europa

Genussrechtsurkunde über 500 RM des Norddeutschen Lloyds vom Mai 1926

Das andere Schiff der Columbus-Klasse, die ex Hindenburg, war während des Krieges kaum weitergebaut worden. 1924 wurde das 32.354 BRT große Passagierschiff als Columbus fertiggestellt und in den Liniendienst nach Amerika eingesetzt. Weiterhin baute man neue Frachter und Passagierschiffe und kaufte andere Schiffe zurück. Ende 1921 eröffnete man wieder eine Südamerikalinie mit der Seydlitz und Anfang 1922 eine Ostasienlinie mit der Westfalen.

#### Geldinflation
Einem kurzen Nachkriegsboom folgte die Zeit der Geldinflation in Deutschland. Der Lloyd baute aber seine Flotte erfolgreich aus. Er stellte zwölf neue Passagierschiffe für die Südamerikafahrt, den Mittelamerikadienst und die Ostasienfahrt mit 8700-11.400 BRT ein. Es folgten neben der Columbus drei neue Passagierschiffe mit 13.000–15.000 BRT (München, Stuttgart, Berlin) für den Nordatlantik. 1927 wurde dann aus Großbritannien das ehemals für den NDL bestimmte Passagierschiff, die ex Zeppelin, zurückgekauft, die als Dresden in Fahrt kam.
In der Führung des NDL wurde der Jurist Carl Stimming ab April 1921 Generaldirektor, während sein Vorgänger Heineken nun als Aufsichtsratsvorsitzender fungierte. Zwischen 1925 und 1928 übernahm der Lloyd eine von Reihe Reedereien (HABAL, Roland-Linie, Argo), die er auch zuvor entscheidend bestimmte. Von der Roland-Linie kommend rückte 1926 der expansive und zunehmend bestimmende Kaufmann Ernst Glässel als Stellvertreter in den Lloyd-Vorstand ein. 1926 gab es wieder eine Dividende. Mit amerikanischen Krediten wurde ein heftiges Wachstum finanziert und neue Schiffe bestellt.
1929 und 1930 wurden die beiden großen Passagierdampfer, die Turbinenschiffe Bremen und Europa mit 51.656 BRT bzw. 49.746 BRT in den Dienst gestellt. Beide Schiffe sollten mit einer Durchschnittsgeschwindigkeit von rund 27,9 Knoten das Blaue Band für die schnellsten Atlantikquerungen erhalten. Die Columbus wurde 1929 grundüberholt.
Die Passagierbeförderung zwischen den USA und Europa nahm von 1928 bis 1939 stark ab. 1928 war der NDL mit rund acht Prozent an einem Passagieraufkommen von 1.168.414 Passagieren beteiligt. 1932 sollte der NDL immerhin 16,2 % der 751.592 Passagiere befördern. 1938 wurden nur noch 685.655 Passagiere über den Atlantik befördert und der Lloyd hatte einen Anteil von rund elf Prozent. Im Übrigen nahm die Konkurrenz mit den neuen italienischen, französischen und britischen Schiffen Rex (51.062 BRT), Conte di Savoia (48.502 BRT), Normandie (79.280 BRT) und Queen Mary (80.744 BRT) erheblich zu.
Die von den USA ausgehende Weltwirtschaftskrise von 1929 sollte auch die deutschen Reedereien treffen. 1930 schlossen der Lloyd und die HAPAG deshalb einen Unionsvertrag für eine Zusammenarbeit ab, und ab 1935 wurde eine Betriebsgemeinschaft für den Nordatlantik begründet; erste Ansätze für eine Fusion wurden sichtbar. 1932 geriet der NDL zunehmend in eine wirtschaftliche Krise: Entlassungen (um 5000 Mitarbeiter), Gehaltskürzungen und Bilanzverluste kennzeichneten diese Zeit. Die Illiquidität des Lloyd führte zur Entlassung von Glässel.
Als „Treuhänder“ wurde 1932 von der Reichsregierung Siegfried Graf von Roedern für den Lloyd und die ebenfalls angeschlagene HAPAG eingesetzt. 1932 war sehr kurzfristig Heinrich F. Albert Lloydchef und dann ab 1932 der Nationalsozialist Rudolph Firle. Der bremische Staatsrat Karl Lindemann übernahm von 1933 bis 1945 den Vorsitz im Aufsichtsrat. Eine wirtschaftliche Sanierung des Konzerns durch Entflechtungen und Umstrukturierungen wurde eingeleitet. Die HBAL und die Rolandlinie wurden wieder selbstständig, und andere Reedereien übernahmen die Afrika- und Mittelmeerlinien. Der NDL musste – wie auch die HAPAG – Schiffe insbesondere an die Hamburg-Süd, die Deutsche Afrika-Linien (DAL) und die Deutsche Levante Linie (DLL) abgeben, die bei der staatlich veranlassten Neuordnung ihre Fahrtgebiete ohne deutsche Konkurrenz bedienen sollten.
Im Jahre 1935 wurden die Turbinenschnellschiffe Scharnhorst, Gneisenau und Potsdam (mit jeweils rund 18.000 BRT) für Ostasien eingesetzt. Die Modernisierung der Flotte wurde fortgesetzt. Der Lloyd erholte sich langsam und 1937 verzeichnete man bescheidene Gewinne.
1939 waren 70 Schiffe mit 562.371 BRT, das Segelschulschiff Kommodore Johnsen (heute die russische Sedov), drei Seebäderschiffe, 19 Schlepper und 125 Kleinfahrzeuge mit insgesamt 604.990 BRT im Einsatz. 12.255 Mitarbeiter waren für den NDL tätig davon 8811 in der Flotte. Im Zweiten Weltkrieg wurden noch neun Frachter vollendet. Alle Schiffe gingen durch den Krieg oder durch Reparationen an die Alliierten verloren. Die Columbus musste bereits 1939 versenkt werden, die Bremen verbrannte 1941, die Steuben wurde 1945 in der Ostsee versenkt (um 4.000 Tote) und die Europa – von Frankreich beansprucht – fuhr 1947 wieder als Liberté.
Das Reich war Hauptaktionär des NDL. 1941/42 wurde der Lloyd wieder privatisiert und Zigarettenfabrikant Philipp Reemtsma wurde nun Hauptaktionär. Johannes Kulenkampff war ab 1932 Vorstandsmitglied und ab 1942 Vorstand des NDL und Richard Bertram ab 1937 Vorstandsmitglied und ab 1942 Vorstand des NDL.

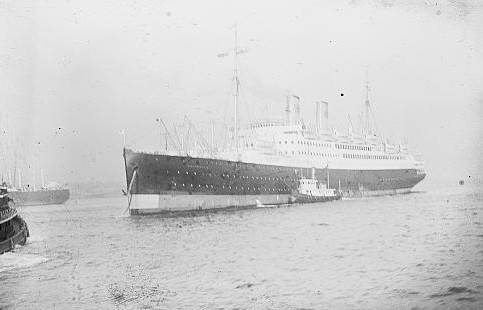
Gripsholm, ab 1955 Berlin

### Nach dem Zweiten Weltkrieg

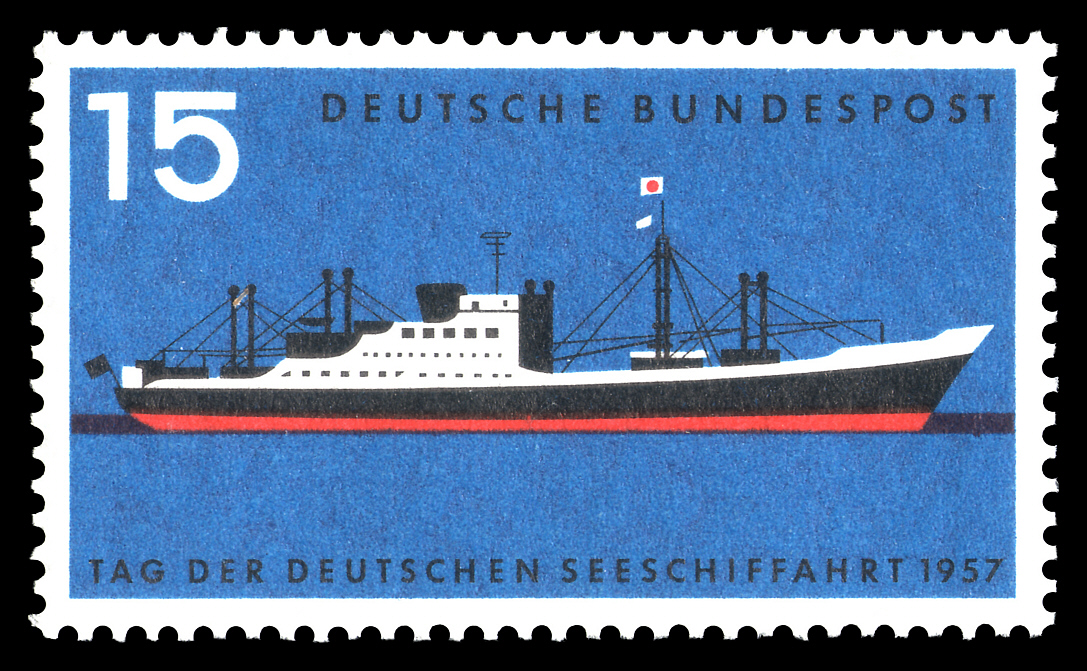
15 Pf-Sondermarke der Deutschen Bundespost (1983) mit dem Frachtschiff des Typs Bayernstein

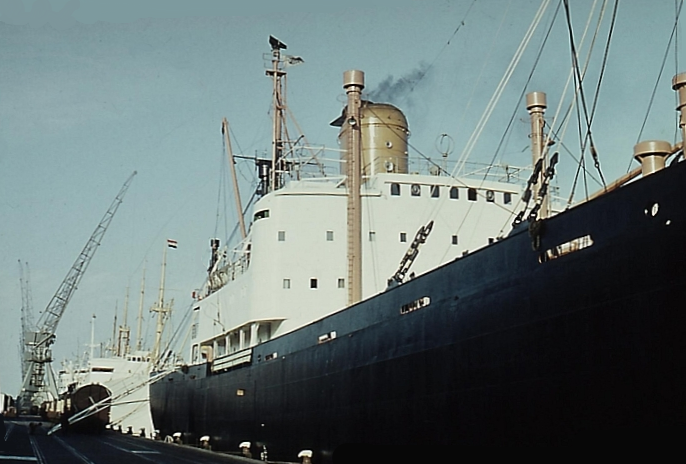
Nabob im Bremer Überseehafen 1959

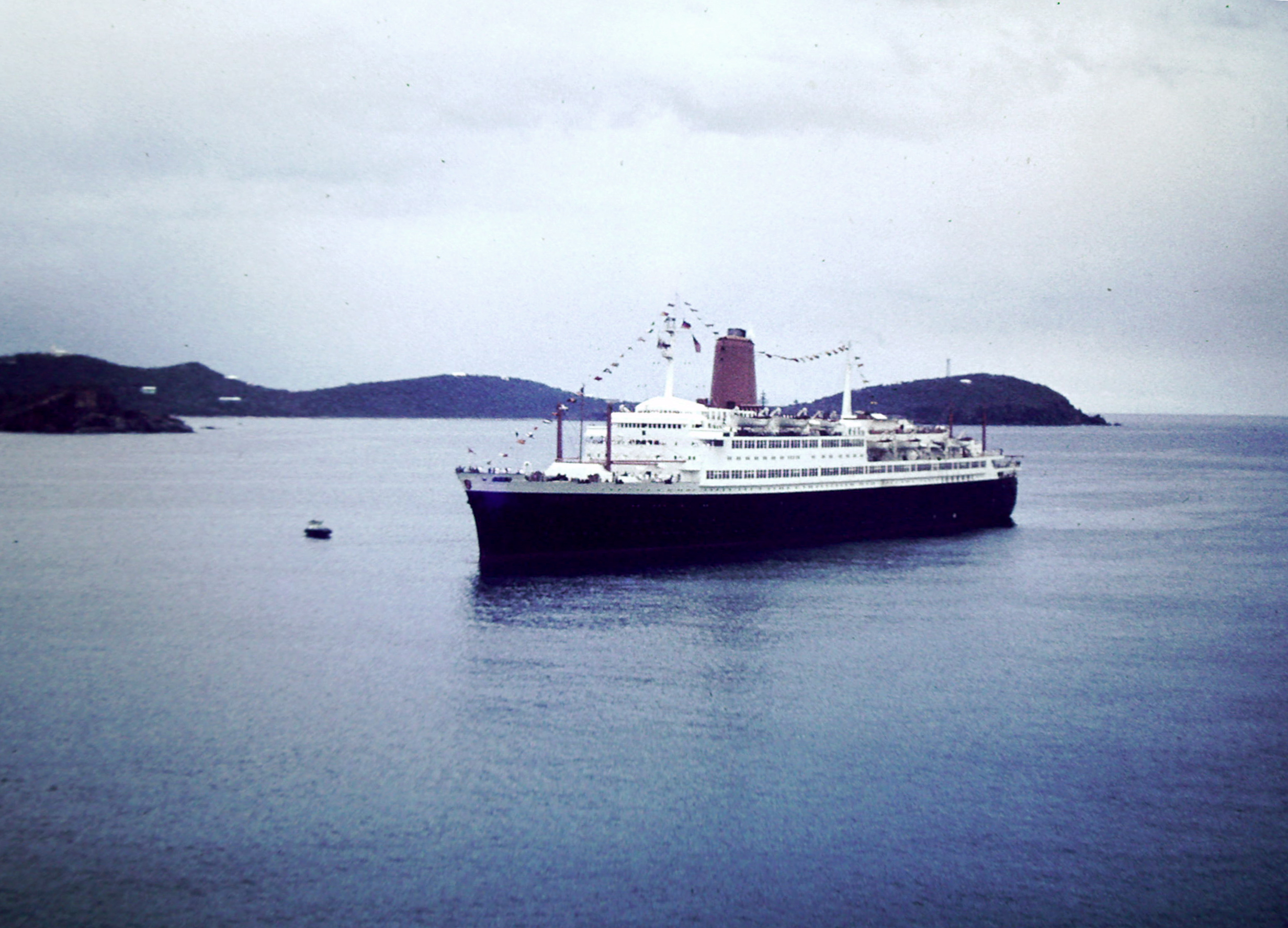
Die Bremen, Saint Thomas, Karibik 1968

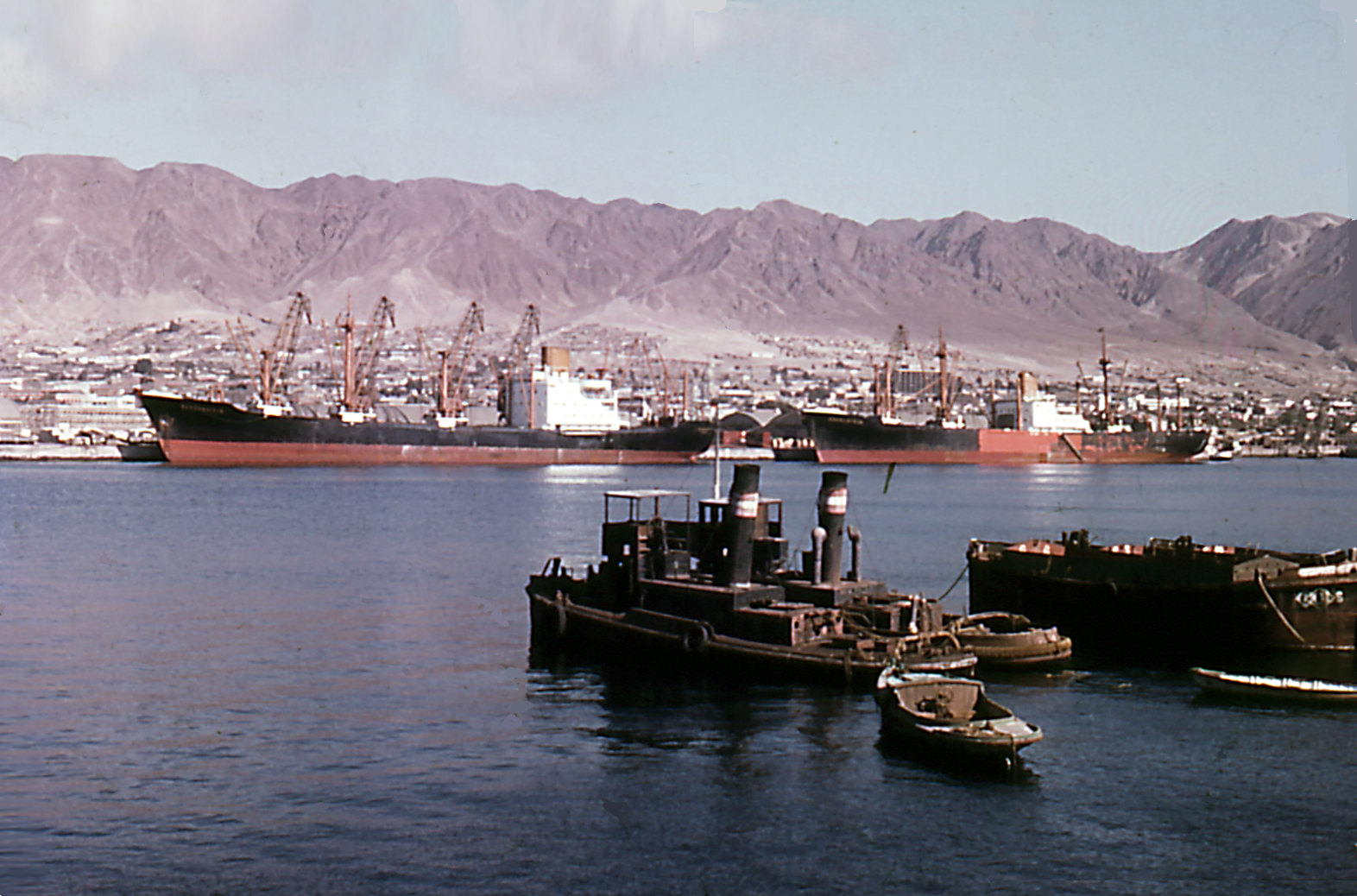
Buchenstein und Havelstein im Hafen von Antofagasta SAWK, 1963

Bei Kriegsende war das Lloydgebäude ausgebombt und alle großen Lloyd-Schiffe versenkt oder beschlagnahmt, einzig der Frachter Bogotá verblieb der Reederei, lag jedoch fernab in Japan. Mit der Wiederzulassung als „Küstenschiffahrts- und Stauereiunternehmen“ durch die US-Militärregierung am 29. November 1945 begann der NDL – wie bereits nach dem Ersten Weltkrieg – quasi bei „Null“ mit einem Agenturbetrieb, mit Bugsierdiensten und Bäderdiensten. Johannes Kulenkampff und Richard Bertram waren als Vorstand des NDL die treibenden Kräfte des Unternehmens mit zunächst nur 350 Mitarbeitern. 1948 eröffnet das erste Reisebüro Hapag-Lloyd. Auswanderung und ein bescheidener Tourismus waren die ersten Geschäfte. Die Seebäderschiffe Wangerooge und Glückauf bestimmen nun das Bild. Ab 1949 durften Frachter bis 7200 BRT von deutschen Reedern und Werften betrieben und gebaut werden. 1950 bestellte der NDL beim Bremer Vulkan seine ersten Neubauten, die Rheinstein-Klasse (2791 BRT, 13 Kn).
Nachdem 1951 die Beschränkungen der Alliierten für die deutsche Schifffahrt aufgehoben wurden, begann auch der NDL mit dem Aufbau einer neuen Flotte. Zunächst kaufte er ältere Frachtschiffe (z. B. die Nabob, ein früherer amerikanischer Hilfsflugzeugträger) und er ließ neue Frachtschiffe von 4000 bis 9000 BRT und von 5000 bis 13.000 Tonnen Tragfähigkeit (dwt) bauen. Die Stein-Namen waren bestimmend: Lichtenstein, Liebenstein oder ab 1953 mit der Brandenstein-Klasse, Weserstein, Werrastein dann 1954 mit Schwabenstein, Hessenstein und Bayernstein. Ab 1955 kamen durch Ankauf drei Schiffe der Ravenstein-Klasse und durch Neubau die Schiffe der Tannstein-Klasse und Bischofstein-Klasse dazu. Die vier Frachter der Spreestein-Klasse kamen 1957 vom Bremer Vulkan, vier Frachter der Burgenstein-Klasse 1958 vom Bremer Vulkan und zwei Frachter der Wiedstein-Klasse 1959 vom Bremer Vulkan und den Atlas-Werken. 1960 lieferten die Howaldtswerke Hamburg zwei Frachter der Regenstein-Klasse an den NDL. Der 10.481 BRT große Schnellfrachter (21,5 Knoten) Friesenstein führte ab 1967 die Friesenstein-Klasse ein und ersetzte die Nabob und die Schwabenstein.
Der NDL betrieb u. a. Linien nach Kanada, Mexico, zu den Kanarischen Inseln, 1953 nach Ostasien und 1954 nach Australien.

#### Passagierschifffahrt
Die Passagierschifffahrt begann 1955 mit der umgebauten schwedischen Gripsholm aus dem Jahr 1924; die erneuerte, 17.993 BRT große Berlin war die sechste deutsche Berlin und beim NDL die vierte Berlin. Sie befuhr die Nordatlantikrouten. Es folgten 1959 die 32.336 BRT große Bremen (ex Pasteur) mit ihrem einen markanten Schornstein und 1965 die 21.514 BRT große Europa (ex Kungsholm), auf der 843 Passagiere Platz hatten. Diese Schiffe, die zunächst in den Liniendienst nach Amerika eingesetzt wurden, fuhren bald darauf in der Kreuzschifffahrt.
Das Geschäft mit der Passagierschifffahrt war zunehmend defizitär und auch im Frachtbereich waren durch den rasant wachsenden Containerverkehr kostenintensive Umstellungen erforderlich. 1968 konnte der Lloyd mit der 13.384 BRT großen Weser-Express den ersten Containerliniendienst nach den USA eröffnen. Es folgten schnell zwei weitere Containerschiffe.
Um 1960 besaß der NDL 47 Seeschiffe und diese Zahl blieb bis 1970 fast gleich. Er hatte 1968 eine Flotte mit 343.355 BRT (1970: 391.313 BRT) und stand im Weltrang aller Reedereien an 16. Stelle, während die HAPAG-Reederei mit 410.786 BRT den 9. Weltrang einnahm. 1970 hatte der NDL einen Umsatz von 515 Millionen DM und ein Aktienkapital von 54 Millionen DM. 6200 Mitarbeiter waren beschäftigt, davon 3500 auf See.
1967 wurden Claus Wätjen und Horst Willner und 1969 Karl-Heinz Sager Mitglieder des Vorstandes. Sie sollten Kulenkampff (Vorstand bis 1968) und Bertram (bis 1970) als Vorstand eigentlich ablösen. Da der Lloyd bereits 3/4 des Frachtgeschäfts im Verbund mit der HAPAG abwickelte, war ein Zusammenschluss der beiden größten Reedereien in Deutschland durchaus sinnvoll.

#### Fusion zur Hapag-Lloyd AG

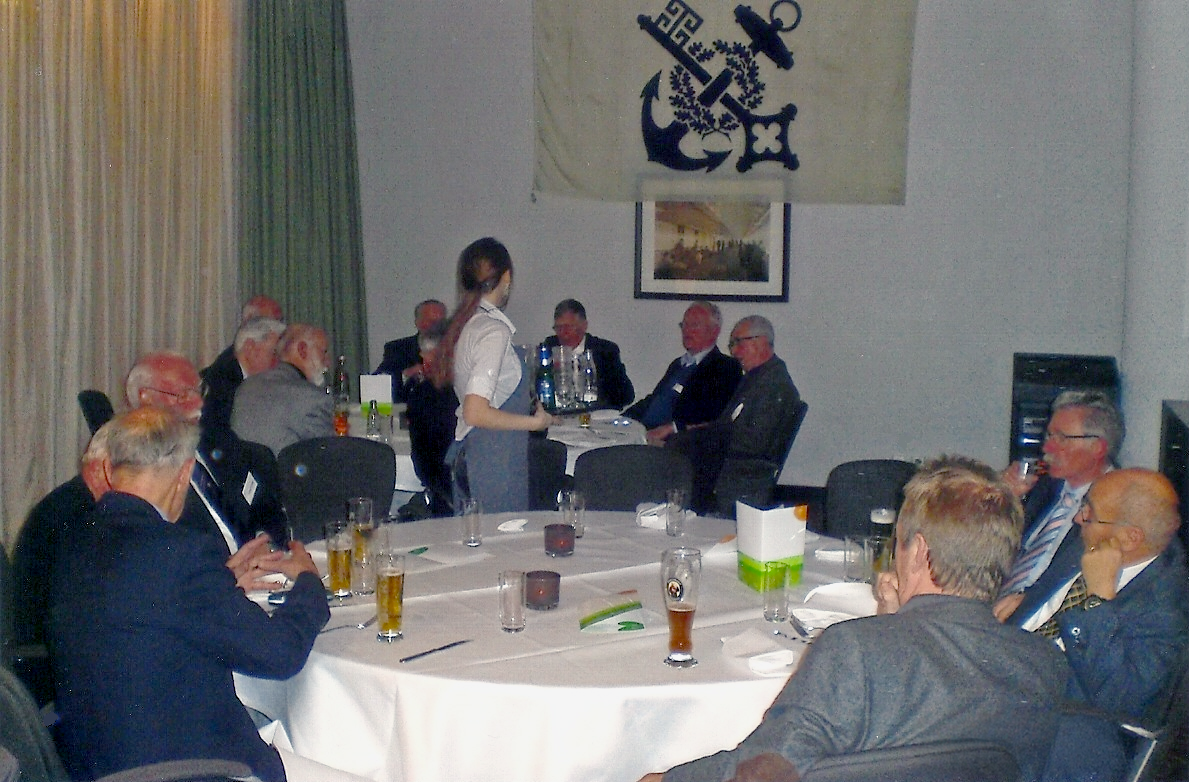
Teilnehmer des vierten großen Bremer NDL-Treffens am 20. Februar 2013

Zum 1. Januar 1970 fusionierten der Norddeutsche Lloyd und die Hamburg-Amerikanische Packetfahrt-Actien-Gesellschaft (HAPAG) rechtskräftig zur Hapag-Lloyd AG mit Sitz in Hamburg und Hauptverwaltungen in Hamburg und Bremen. Später wurden nach und nach alle Abteilungen in Hamburg zusammengezogen und der Standort Bremen aufgegeben.
Am 20. Februar 2007 organisierte eine kleine Gruppe engagierter, ehemaliger Mitarbeiter des Norddeutschen Lloyds anlässlich des 150-jährigen Gründungsjubiläums der Reederei ein Treffen im Bremer Ratskeller. Diese Veranstaltung fand großen Zuspruch, so dass man sich entschloss, in den Folgejahren weitere Treffen durchzuführen. Inzwischen werden die Zusammenkünfte immer am 20. Februar jeden Jahres abgehalten und finden im ehemaligen Lloyd-Gebäude ( Lloyd-Bahnhof), heute Courtyard-Marriott-Hotel in Bremen statt.

## Hinterlassenschaft des Norddeutschen Lloyd

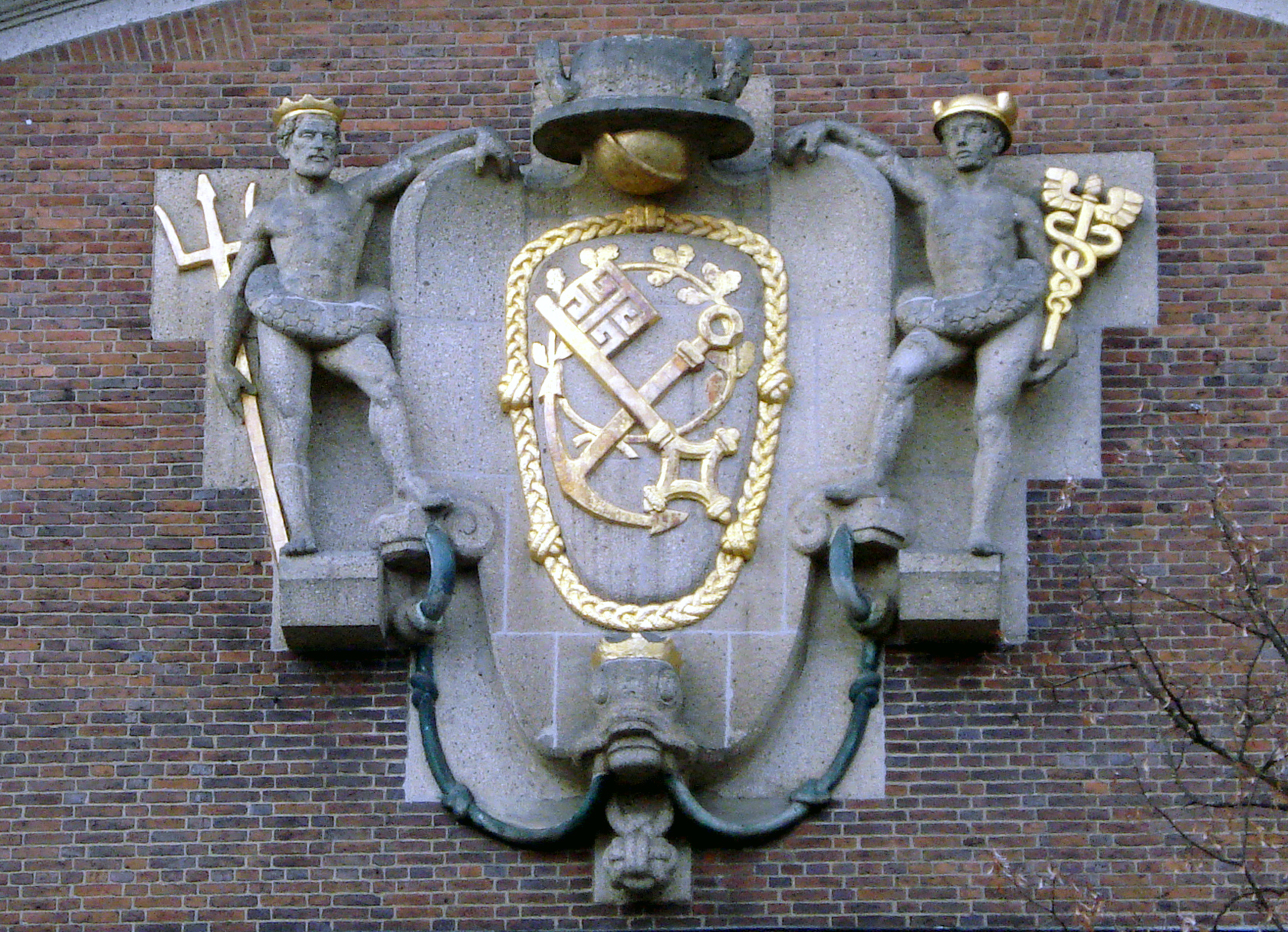
NDL-Wappen am ehemaligen Lloyd-Bahnhof

- Die neue Firma trägt den Namen Lloyd als Teil des Firmennamens.
- Auch die aus dem NDL hervorgegangene Lloyd Werft Bremerhaven mit der alten Waschanstalt in Bremerhaven (heute Firmensitz) erinnert an den NDL.
- Die Atlas-Werke wurden 1902 als Norddeutsche Maschinen- und Armaturenfabrik in Bremen vom Norddeutschen Lloyd gegründet, sie waren ein Maschinen- und Schiffbauunternehmen in Bremen.
- In Flaggen und Schornsteinkennzeichnungen war noch eine Zeit lang die Lloyd-Symbolik erkennbar.
- Das alte Verwaltungsgebäude wurde in den Jahren bis 1969 vollständig abgerissen, auf dem Grundstück entstand das Kaufhaus Horten (heute: Galeria Kaufhof). Die Große Hundestraße, an der das Gebäude lag, ist die erste Straße Bremens, die privatisiert und mit einem Glasdach zu einer Passage umgebaut wurde. Sie trägt den Namen Lloyd-Passage.
- Der Lloyd-Bahnhof (das ehemalige Lloyd-Gepäckabteilungsgebäude) von 1913 beim Hauptbahnhof (Gustav-Deetjen-Allee) in Bremen wurde vom Architekten Rudolf Jacobs entworfen. Es war Zweitsitz der Hapag-Lloyd. Das Wappen des NDL ziert das Hauptportal. Von diesem Gebäude ging ein direkter Tunnel unter den Gleisen mit Treppenzugang zu allen Bahnsteigen – der sogenannte Lloydtunnel. Nach dem Zweiten Weltkrieg war dies die fußläufige Verbindung zur Bürgerweide ohne Zugang zu den Gleisen. Der Tunnel wurde mit dem Bau des Intercity Hotels geschlossen.
- Die Lloyd Dynamowerke (LDW) in Bremen-Hastedt.
- Dazu stehen in Bremerhaven und Bremen noch Gebäude, wo der NDL in früherer Zeit präsent war.
- Die Bremer Bank wurde von Meier für die Schiffsfinanzierung gegründet.

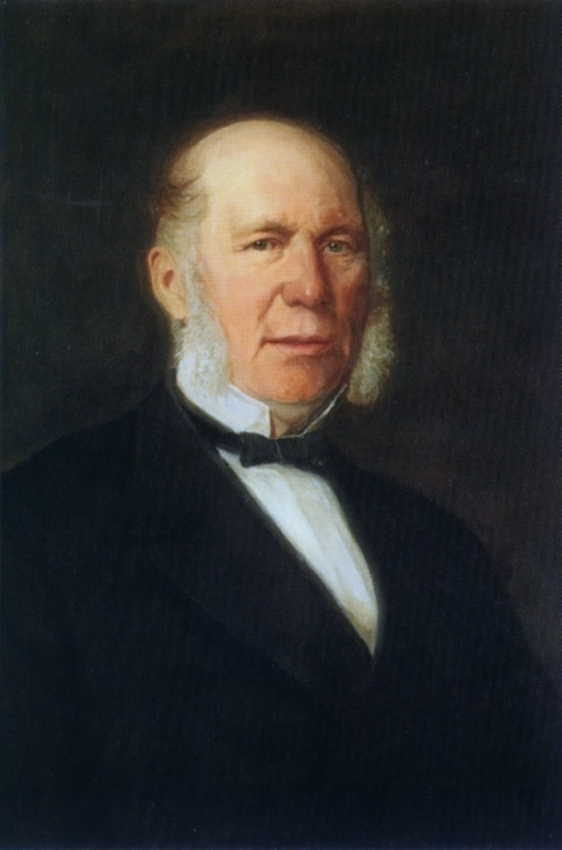
H. H. Meier, Gründer

## Persönlichkeiten beim NDL
zeitlich geordnet

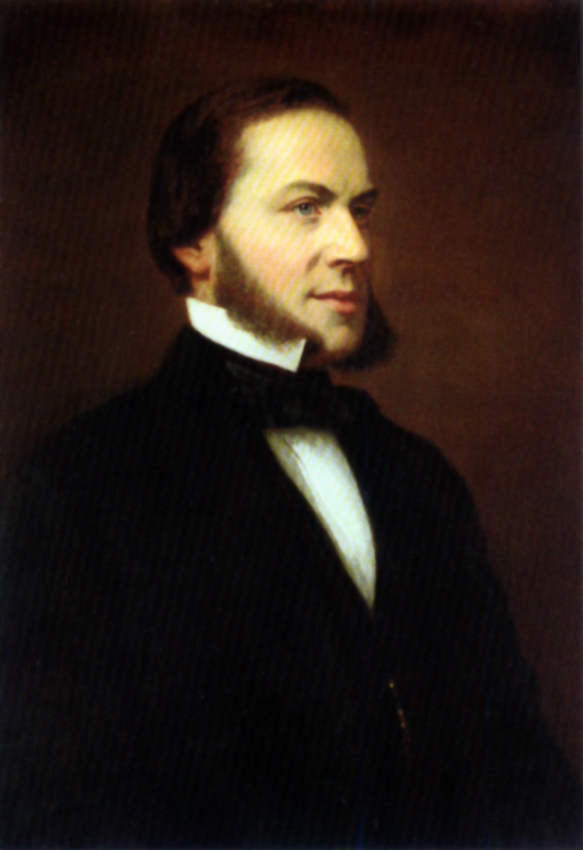
Eduard Crüsemann, Gründer

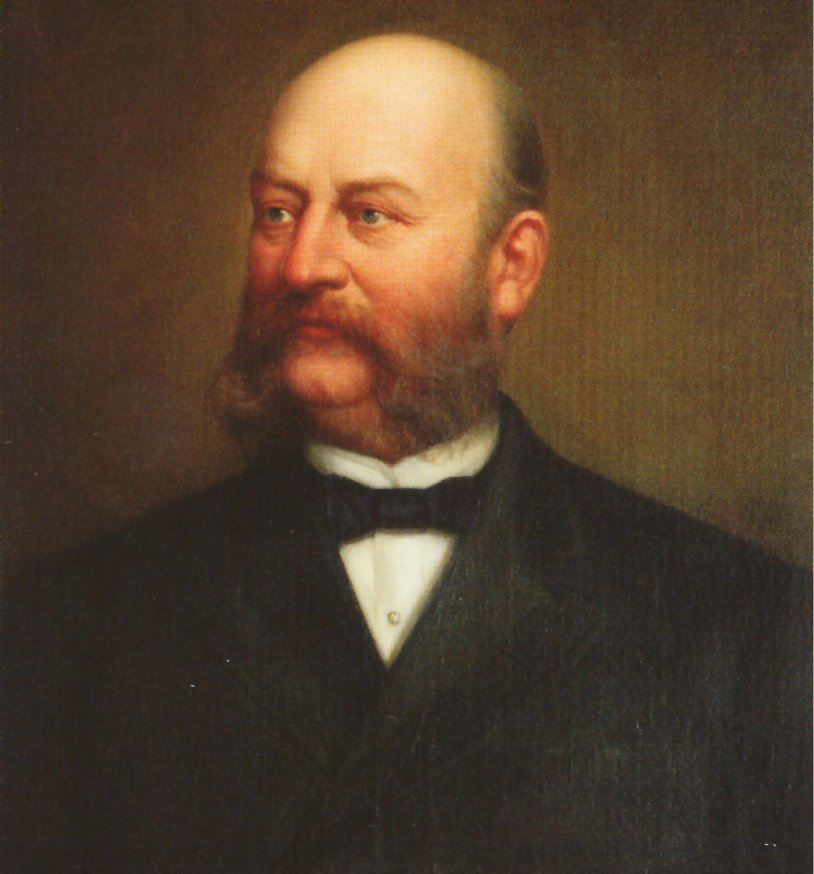
Johann Georg Lohmann, Direktor

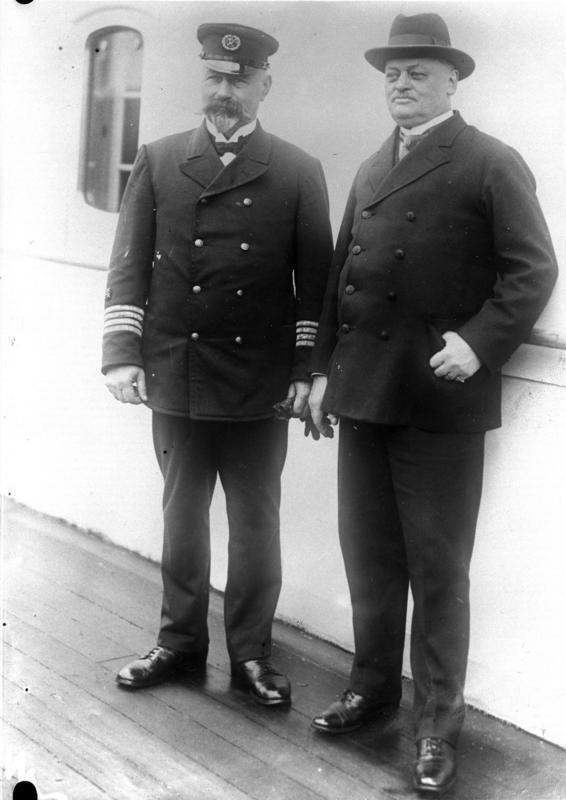
Philipp Heineken (r.), Aufsichtsratsvorsitzender

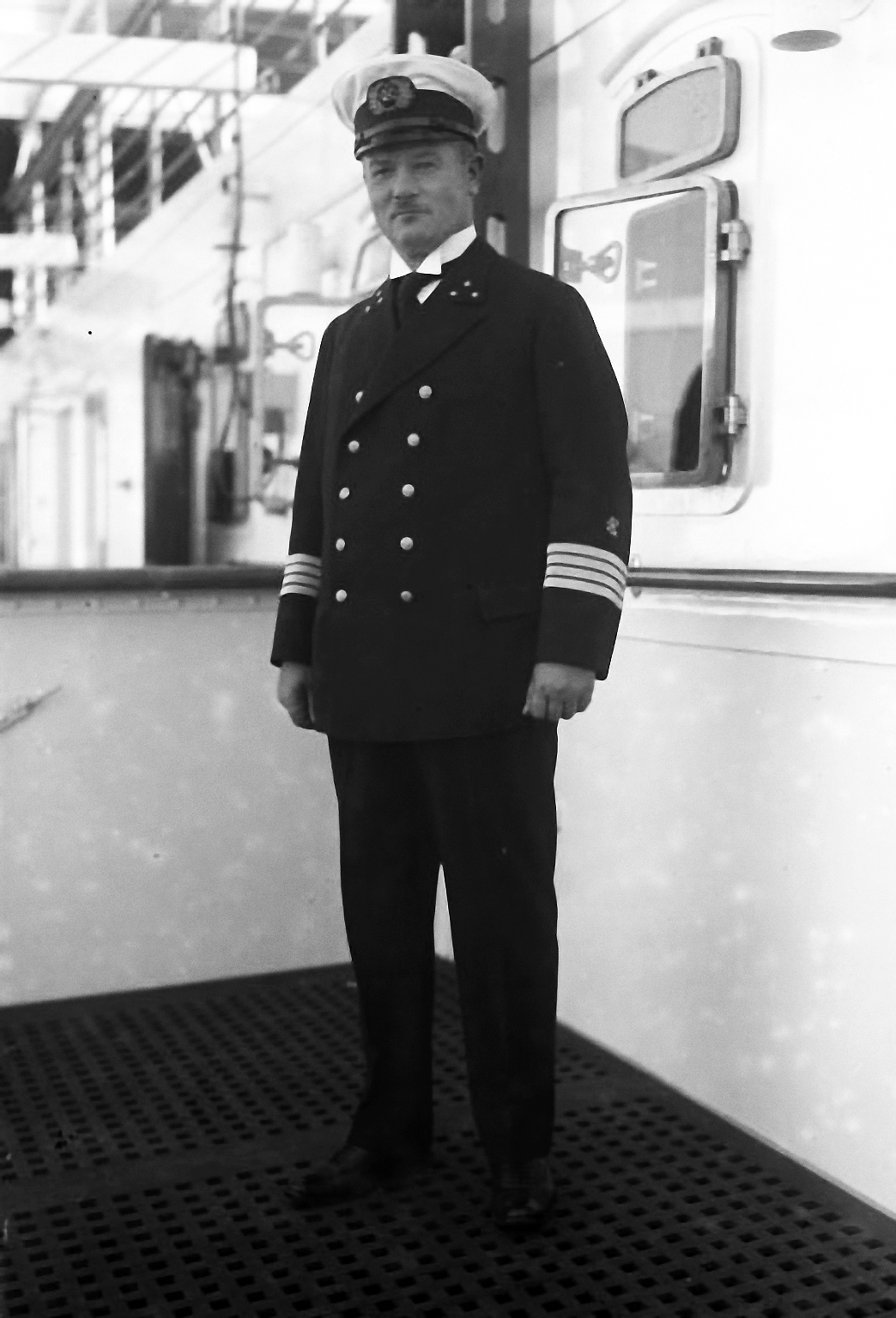
Leopold Ziegenbein, 1931; Kapitän und Kommodore

- Hermann Henrich Meier (1809–1898); Gründer und 1857–1888 erster Aufsichtsratsvorsitzender des NDL
- Eduard Crüsemann (1826–1869); Gründer und 1857–1869 erster Direktor des NDL
- Gustav Kulenkampff (1811–1878), Mitgründer
- Heinrich Wessels; Kapitän von Schnelldampfern (z. B. 1858 Bremen( I)
- Johann Georg Lohmann (1830–1892); 1877–1892 Direktor des NDL
- August Hermann Friedrich Neynaber alias HFA oder HAF genannt Hermann Neynaber; (1822–1899) Kapitän von Schnelldampfern von 1866–1881 (Bremen, Deutschland, Donau, Mosel, Kronprinz Friedrich Wilhelm, Rhein); erster Kapitän des NDL, der 100 Atlantiküberquerungen absolvierte (vgl. New York Times vom 12. August 1880)
- Johann Friedrich Bremermann (1842–1913); 1868 Abteilungsleiter, 1892 Direktor des Proviantamtes des NDL
- Carl August Christoph Leist; (1842–1925), ab 1868 Kapitän von großen Schnelldampfern, 1891–1912 Mitglied im Vorstand
- Willy Christoffers; Kapitän von großen Schnelldampfern von 1886 bis 1900
- Georg Plate (1844–1914); ab 1887 im Aufsichtsrat des NDL, Aufsichtsratsvorsitzender des NDL 1892–1911
- Friedrich Achelis (1840–1917), ab 1877 im Aufsichtsrat des NDL, Aufsichtsratsvorsitzender des NDL von 1911 bis 1917
- Heinrich Wiegand (1855–1909); 1889 Konsulent, 1892–1899 Direktor und 1899–1909 Generaldirektor des NDL
- Charles August Polack (1860–1934), Kapitän u. a. der Kaiser Wilhelm der Große, der George Washington und der Kronprinzessin Cecilie
- Philipp Heineken (1860–1947); 1909–1920 Generaldirektor, 1920–1933 Aufsichtsratsvorsitzender des NDL
- Sigmund Meyer (1873–1935), gliederte 1906 die Norddeutsche Automobil- und Motoren AG (NAMAG) aus der NDL aus[9]
- Dietrich Ballehr (1873–1959); Kapitän von Passagierschiffen und Segelschulschiffen u. a. der Herzogin Cecilie
- Carl Joachim Stimming (1876–1931), 1921–1931 Generaldirektor des NDL
- Arnold Petzet; 1906 bis 1927 im NDL-Vorstand und zuständig für binnländisches Verkehrswesen, Gründung des Reisebürosektors
- Ehrenfried Günther Freiherr von Hünefeld (1892–1929); ab 1923 Pressesprecher des NDL, Flugpionier
- Ernst Glässel (1878–1950); 1926 Stellvertreter im Lloyd-Vorstand, 1931–1932 Vorstand des Lloyds
- Paul König (1867–1933); seit 1896 beim NDL, 1911 Kapitän, 1916 Kapitän des Handels-U-Bootes Deutschland, 1920–1932 Leiter der Nautischen Abteilung des NDL
- Nikolaus Johnsen; Kapitän und Kommodore u. a. 1924 der Columbus und 1930 der Europa (III)
- Leopold Ziegenbein (1874–1950); Kapitän und 1932–1936 Kommodore u. a. auf der Bremen (IV)
- Oskar Scharf; Kapitän u. a. auf der Europa (III)
- Adolf Ahrens (1879–1957); Kapitän und 1939–1941 Kommodore u. a. der Columbus und der Bremen (IV)
- Heinrich F. Albert; 1932–1933 Generaldirektor des NDL
- Karl Lindemann (1881–1965); ex Staatsrat, 1933–1945 Aufsichtsratsvorsitzender des NDL
- Rudolph Firle (1881–1969); 1933–1940 Generaldirektor des NDL, 1940 bis 1944 im Aufsichtsrat des NDL
- Philipp F. Reemtsma (1893–1959); privatisierte den NDL und die Hapag in staatlichem Auftrag, ab 1942 Mehrheitsaktionär und im Aufsichtsrat beider Reedereien
- Wilhelm von Opel (1871–1948); ab 1942 im Aufsichtsrat von NDL und Hapag
- Hermann Ritter (1878–1949); Chef des Tabakhauses Brinkmann, ab 1941 im Aufsichtsrat des NDL
- Gustav Scipio (1872–1949); ab 1941 im Aufsichtsrat des NDL
- Louis Krages (1875–1955); ab 1941 im Aufsichtsrat des NDL
- Johannes Kulenkampff (1901–1987) Weltkriegs; ab 1932 Vorstandsmitglied und ab 1942 bis 1968 Vorstand des NDL
- Richard Bertram (1904–1979); ab 1937 Vorstandsmitglied und ab 1942 bis 1970 Vorstand des NDL
- Otto Dettmers (1892–1986); ab 1938 im Vorstand des NDL; kurz darauf für kurze Zeit (1940–1942) Vorstandsvorsitzender des NDL
- Gottfried Clausen (1902–1986); ab 1937 bis 1945 Kapitän des Segelschulschiffes Kommodore Johnsen, 1946 Kapitän des Seebäderschiffes Glückauf, 1967 des Schnellfrachters Friesenstein
- Paul Hampel; Leiter der Schiffsbetriebstechnik des NDL von etwa 1950 bis 1970
- Heinrich Lorenz (1898–1966); u. a. Kapitän der Berlin (IV)
- Günter Rössing; u. a. Kapitän der Bremen (V)
- Franz Witt; Vorsitzender des Aufsichtsrats, von der Dresdner Bank
- Alois Alzheimer; 1968 stellvertretender Vorsitzender des Aufsichtsrats, der Münchener Rückversicherungs-Gesellschaft
- Karl-Heinz Sager (1931–2011); ab 1969 Vorstandsmitglied beim NDL, 1973–1982 stellvertretender Vorstandssprecher der Hapag-Lloyd AG.
- Horst Willner (1919–1999); ab 1967 Vorstandsmitglied beim NDL, verantwortlich für Touristik
- Hinrich Bischoff (1936–2005); 1972–1976 erster Geschäftsführer der Hapag-Lloyd Flug GmbH

## Passagierschiffe
| Jahr | Name                                                   | Tonnage           | Werft                                                     | Stammlinie/Schicksal |
| 1858 | Bremen (I)                                             | 2674 BRT          | Caird & Co. Ltd., Greenock                                | Bremerhaven-New York, 1874 verkauft |
| 1858 | Hudson                                                 | 2266 BRT          | Palmer Bros. & Co., Jarrow                                | Bremerhaven-New York, 1858 ausgebrannt und repariert, 1862 verkauft |
| 1858 | Weser (II)                                             | 2266 BRT          | Palmer Bros. & Co., Jarrow                                | Bremerhaven-New York, 1859 verkauft, 1861 gesunken |
| 1858 | Newyork                                                | 2674 BRT          | Caird & Co. Ltd., Greenock                                | Bremerhaven-New York, 1874 verkauft |
| 1861 | Hansa (I)                                              | 2992 BRT          | Caird & Co. Ltd., Greenock                                | Bremerhaven-New York, 1879 verkauft |
| 1863 | America                                                | 2752 BRT          | Caird & Co. Ltd., Greenock                                | Bremerhaven-New York, 1894 verkauft |
| 1865 | Hermann                                                | 2713 BRT          | Caird & Co. Ltd., Greenock                                | Bremerhaven-New York, 1893 für Neubau H. Meier in Zahlung gegeben |
| 1866 | Deutschland                                            | 2947 BRT          | Caird & Co. Ltd., Greenock                                | Bremerhaven-New York, 1875 bei Kentish Knock gestrandet und verkauft |
| 1867 | Union                                                  | 2880 BRT          | Caird & Co. Ltd., Greenock                                | Bremerhaven-New York, 1870 bei Rattray Head (Schottland) gestrandet |
| 1867 | Weser (II)                                             | 2823 BRT          | Caird & Co. Ltd., Greenock                                | Bremerhaven-New York, 1896 zum Abbruch verkauft |
| 1868 | Baltimore                                              | 2316 BRT          | Caird & Co. Ltd., Greenock                                | Bremerhaven-Baltimore, 1894 zum Abbruch verkauft |
| 1868 | Berlin (I)                                             | 2334 BRT          | Caird & Co. Ltd., Greenock                                | Bremerhaven-Baltimore, 1894 zum Abbruch verkauft |
| 1868 | Main (I)                                               | 2899 BRT          | Caird & Co. Ltd., Greenock                                | Bremerhaven-New York, 1891 verkauft |
| 1868 | Rhein (I)                                              | 2901 BRT          | Caird & Co. Ltd., Greenock                                | Bremerhaven-New York, 1892 verkauft |
| 1869 | Donau (I)                                              | 2896 BRT          | Caird & Co. Ltd., Greenock                                | Bremerhaven-New York, 1895 bei Fastnet (Ärmelkanal) ausgebrannt und aufgegeben |
| 1869 | Frankfurt (I)                                          | 2582 BRT          | Caird & Co. Ltd., Greenock                                | Bremerhaven-New Orleans, 1894 für Neubauten in Zahlung gegeben |
| 1869 | Hannover (I)                                           | 2571 BRT          | Caird & Co. Ltd., Greenock                                | Bremerhaven-New Orleans, 1894 zum Abbruch verkauft |
| 1869 | Leipzig (I)                                            | 2384 BRT          | Caird & Co. Ltd., Greenock                                | Bremerhaven-Baltimore, 1894 zum Abbruch verkauft |
| 1869 | Ohio                                                   | 2393 BRT          | Caird & Co. Ltd., Greenock                                | Bremerhaven-Baltimore, 1894 verkauft |
| 1870 | Köln (I)                                               | 2556 BRT          | Caird & Co. Ltd., Greenock                                | Bremerhaven-New Orleans, 1895 zum Abbruch verkauft |
| 1871 | Graf Bismarck                                          | 2393 BRT          | Caird & Co. Ltd., Greenock                                | Bremerhaven-Westindien, 1897 zum Abbruch verkauft |
| 1871 | König Wilhelm I.                                       | 2400 BRT          | Caird & Co. Ltd., Greenock                                | Bremerhaven-Westindien, 1873 gestrandet und verkauft |
| 1871 | Kronprinz Friedrich Wilhelm                            | 2387 BRT          | Caird & Co. Ltd., Greenock                                | Bremerhaven-Westindien, 1897 zum Abbruch verkauft |
| 1872 | Mosel (I)                                              | 3114 BRT          | Caird & Co. Ltd., Greenock                                | Bremerhaven-USA, 1875 Anschlag auf die Mosel, 1882 bei Lizard Point gestrandet |
| 1872 | Strassburg (I)                                         | 3025 BRT          | Caird & Co. Ltd., Greenock                                | Bremerhaven-USA, 1896 zum Abbruch verkauft |
| 1873 | Braunschweig                                           | 3079 BRT          | R. Steele & Co. Ltd., Greenock                            | Bremerhaven-USA, 1896 zum Abbruch verkauft |
| 1873 | Feldmarschall Moltke                                   | 3060 BRT          | Caird & Co. Ltd., Greenock                                | Bremerhaven-Westindien, 1875 an P&O verkauft, Assam |
| 1873 | Hohenzollern (I)                                       | 3092 BRT          | Earle’s Shipbuilding, Hull                                | Bremerhaven-Westindien, 1899 verkauft |
| 1873 | Minister Roon                                          | 3066 BRT          | Caird & Co. Ltd., Greenock                                | Bremerhaven-USA, 1875 an P&O verkauft, Siam |
| 1874 | General Werder                                         | 3020 BRT          | Caird & Co. Ltd., Greenock                                | Bremerhaven-USA, 1892 für Neubau in Zahlung gegeben |
| 1874 | Hohenstaufen                                           | 3090 BRT          | Earle’s SB & Eng. Co. Ltd., Hull                          | Bremerhaven-USA, 1897 zum Abbruch verkauft |
| 1874 | Neckar (I)                                             | 3120 BRT          | Caird & Co. Ltd., Greenock                                | Bremerhaven-USA, 1896 zum Abbruch verkauft |
| 1874 | Nürnberg (I)                                           | 3116 BRT          | R. Steele & Co. Ltd., Greenock                            | Bremerhaven-USA, 1895 zum Abbruch verkauft |
| 1874 | Oder (I)                                               | 3158 BRT          | Caird & Co. Ltd., Greenock                                | Bremerhaven-USA, 1887 bei Socotra gestrandet |
| 1875 | Salier                                                 | 3084 BRT          | Earle’s SB & Eng. Co. Ltd., Hull                          | Bremerhaven-USA/ -La Plata, 1896 vor Cabo Corrubedo (Spanien) gesunken (279 Tote)                                                                                                  |
| 1876 | Habsburg                                               | 3094 BRT          | Earle’s SB & Eng. Co. Ltd., Hull                          | Bremerhaven-USA/ -La Plata, 1898 zum Abbruch verkauft |
| 1881 | Elbe (I)                                               | 4510 BRT          | John Elder & Co. Ltd., Glasgow                            | Nordatlantikschnelldampfer, 1895 nach Kollision in der Nordsee gesunken (332 Tote)                                                                                                 |
| 1882 | Werra (I)                                              | 4815 BRT          | John Elder & Co. Ltd., Glasgow                            | Nordatlantikschnelldampfer, 1901 zum Abbruch verkauft |
| 1883 | Fulda (I)                                              | 4814 BRT          | John Elder & Co. Ltd., Glasgow                            | Nordatlantikschnelldampfer, 1899 nach schwerer Beschädigung zum Abbruch verkauft                                                                                                   |
| 1884 | Eider (I)                                              | 5129 BRT          | John Elder & Co. Ltd., Glasgow                            | Nordatlantikschnelldampfer, 1892 vor der Isle of Wight gestrandet |
| 1884 | Ems (I)                                                | 5129 BRT          | John Elder & Co. Ltd., Glasgow                            | Nordatlantikschnelldampfer, 1901 verkauft |
| 1886 | Aller (I)                                              | 4964 BRT          | Fairfield SB & Eng. Co. Ltd., Glasgow                     | Nordatlantikschnelldampfer, 1904 abgewrackt |
| 1886 | Danzig                                                 | 1852 BRT          | AG Vulcan, Stettin                                        | Zweiglinien-Reichspostdampfer, 1896 verkauft |
| 1886 | Lübeck                                                 | 1815 BRT          | AG Vulcan, Stettin                                        | Zweiglinien-Reichspostdampfer, 1895 verkauft |
| 1886 | Preussen                                               | 4577 / 5295 BRT   | AG Vulcan, Stettin                                        | Reichspostdampfer, 1894 verlängert, 1909 zum Abbruch verkauft |
| 1886 | Saale (I)                                              | 4967 BRT          | Fairfield SB & Eng. Co. Ltd., Glasgow                     | Nordatlantikschnelldampfer, 1900 in Hoboken ausgebrannt, 1901 verkauft |
| 1886 | Stettin                                                | 1815 / 2230 BRT   | AG Vulcan, Stettin                                        | Zweiglinien-Reichspostdampfer, 1896 verlängert, 1903 verkauft |
| 1886 | Trave (I)                                              | 4996 BRT          | Fairfield SB & Eng. Co. Ltd., Glasgow                     | Nordatlantikschnelldampfer, 1908 zum Abbruch verkauft |
| 1887 | Bayern                                                 | 4574 / 5034 BRT   | AG Vulcan, Stettin                                        | Reichspostdampfer, 1893 verlängert, 1909 zum Abbruch verkauft |
| 1889 | Kaiser Wilhelm II. 1900: Hohenzollern                  | 6990 BRT          | AG Vulcan, Stettin                                        | Reichspostdampfer Australien, 1900 umbenannt, 1908 bei Sardinien gestrandet |
| 1887 | Lahn (I)                                               | 5097 BRT          | Fairfield SB & Eng. Co. Ltd., Glasgow                     | Nordatlantikschnelldampfer, 1904 verkauft |
| 1887 | Sachsen                                                | 4571 / 5027 BRT   | AG Vulcan, Stettin                                        | Reichspostdampfer, 1894 verlängert, 1909 zum Abbruch verkauft |
| 1889 | Dresden                                                | 4802 BRT          | Fairfield SB & Eng. Co. Ltd., Glasgow                     | 1903 verkauft |
| 1889 | Karlsruhe                                              | 5347 BRT          | Fairfield SB & Eng. Co. Ltd., Glasgow                     | 1908 zum Abbruch verkauft |
| 1889 | München (I)                                            | 4803 BRT          | Fairfield SB & Eng. Co. Ltd., Glasgow                     | 1902 verkauft |
| 1889 | Stuttgart (I)                                          | 5349 BRT          | Fairfield SB & Eng. Co. Ltd., Glasgow                     | 1908 zum Abbruch verkauft |
| 1890 | Spree (I) 1899: Kaiserin Maria Theresia                | 6963 BRT 8276 BRT | AG Vulcan, Stettin                                        | Nordatlantikschnelldampfer, Umbau zum Zweischraubendampfer und Drei-Schornsteiner 1899, umbenannt / 1904 an Russland als Hilfskreuzer verkauft                                     |
| 1890 | Darmstadt                                              | 5316 BRT          | Fairfield SB & Eng. Co. Ltd., Glasgow                     | 1911 verkauft |
| 1890 | Gera (I)                                               | 5319 BRT          | Fairfield SB & Eng. Co. Ltd., Glasgow                     | 1909 verkauft |
| 1891 | Havel (I)                                              | 6963 BRT          | AG Vulcan, Stettin                                        | Nordatlantikschnelldampfer, 1898 an Spanien als Hilfskreuzer verkauft |
| 1891 | Oldenburg                                              | 5317 BRT          | Fairfield SB & Eng. Co. Ltd., Glasgow                     | 1911 verkauft |
| 1891 | Weimar                                                 | 5316 BRT          | Fairfield SB & Eng. Co. Ltd., Glasgow                     | 1908 verkauft |
| 1892 | H. H. Meier                                            | 5481 BRT          | Armstrong, Mitchell & Co. Ltd., Newcastle                 | erster Doppelschraubendampfer, 1901 verkauft |
| 1893 | Mark (I)                                               | 3936 BRT          | Armstrong, Mitchell & Co. Ltd., Newcastle                 | La Plata-Dienst, 1902 an die Deutsch-Ostafrika Linie verkauft, umbenannt in Markgraf,                                                                                              |
| 1893 | Pfalz (I)                                              | 3874 BRT          | Wigham, Richardson & Co. Ltd., Newcastle                  | La Plata-Dienst, 1904 gesunken |
| 1894 | Prinz Heinrich                                         | 6263 BRT          | F. Schichau, Danzig                                       | Reichspostdampfer, 1914 in Lissabon aufgelegt / 1916 durch Portugal beschlagnahmt                                                                                                  |
| 1894 | Prinzregent Luitpold                                   | 6288 BRT          | F. Schichau, Danzig                                       | Reichspostdampfer, 1914 in Messina aufgelegt / 1915 durch Italien beschlagnahmt |
| 1894 | Willehad                                               | 5003 BRT          | Blohm & Voss AG, Hamburg                                  | 1914 in Boston aufgelegt / 1917 durch US Shipping Board beschlagnahmt |
| 1894 | Wittekind                                              | 5001 BRT          | Blohm & Voss AG, Hamburg                                  | 1914 in Boston aufgelegt / 1917 durch US Shipping Board beschlagnahmt |
| 1895 | Aachen                                                 | 3975 BRT          | AG Vulcan, Stettin                                        | Südamerikadienst, 1914 Kaiserliche Marine (Sperrbrecher), 30. Juli 1915 in der Ostsee von einem britischen U-Boot versenkt                                                         |
| 1895 | Bonn                                                   | 3973 BRT          | Germaniawerft, Kiel                                       | Südamerikadienst, 1913 nach Hamburg verkauft, umbenannt in Gregor, 1914–1918 von Russland beschlagnahmt, am 11. Februar 1920 durch Strandung verloren gegangen                     |
| 1895 | Crefeld                                                | 3973 BRT          | AG Vulcan, Stettin                                        | Südamerikadienst, 1914 aus Rio de Janeiro als Versorger der Karlsruhe, 22. Oktober 1914 in Teneriffa interniert, 1918 an Spanien, 1932 gestrandet                                  |
| 1895 | Halle                                                  | 3964 BRT          | Germaniawerft, Kiel                                       | Südamerikadienst, 1913 nach Hamburg verkauft, umbenannt in Pawel, 1915 in die Niederlande verkauft, 1925 abgewrackt                                                                |
| 1896 | Friedrich der Große                                    | 10531 BRT         | AG Vulcan, Stettin                                        | Reichspostdampfer Australien, 1914 in New York aufgelegt / beschlagnahmt, US Dienst                                                                                                |
| 1897 | Barbarossa                                             | 10769 BRT         | Blohm & Voss AG, Hamburg                                  | Reichspostdampfer Australien, 1914 in New York aufgelegt / beschlagnahmt, US Dienst, 1924 abgewrackt                                                                               |
| 1897 | Bremen                                                 | 10522 BRT         | F. Schichau, Danzig                                       | Reichspostdampfer Australien, 1919 an Shipping Controller, London, ausgeliefert, lief als Constantinople für die Byron Line, 1929 abgewrackt                                       |
| 1897 | Coblenz                                                | 3169 BRT          | Blohm & Voss, Hamburg                                     | Brasiliendienst, 1907 Austral-Japan-Dienst, 1914 Manila aufgelegt, 1917 beschlagnahmt, US Dienst                                                                                   |
| 1897 | Königin Luise                                          | 10566 BRT         | AG Vulcan, Stettin                                        | Reichspostdampfer Australien, 1919 an Shipping Controller, London, ausgeliefert |
| 1899 | König Albert                                           | 10643 BRT         | AG Vulcan, Stettin                                        | Reichspostdampfer Ostasien, 1914 in Genua aufgelegt / 1915 durch Italien beschlagnahmt                                                                                             |
| 1900 | Grosser Kurfürst                                       | 13183 BRT         | F. Schichau, Danzig                                       | Reichspostdampfer Australien, 1914 in New York aufgelegt / beschlagnahmt, US Dienst                                                                                                |
| 1900 | Prinzess Irene 1923: Bremen (III) 1928: Karlsruhe (II) | 10881 BRT         | AG Vulcan, Stettin                                        | Reichspostdampfer Ostasien, 1914 in New York aufgelegt / beschlagnahmt, US Dienst, 1923 Rückkauf und umbenannt, 1928 erneut umbenannt, 1932 Abbruch                                |
| 1897 | Mainz                                                  | 3204 BRT          | Joh. C. Tecklenborg, Geestemünde                          | Brasiliendienst, 1910 Spitzbergen-Expedition, 1912 nach Belgien verkauft, Dieppe                                                                                                   |
| 1898 | Trier                                                  | 3168 BRT          | G. Seebeck A.G., Geestemünde                              | Brasiliendienst, 6. Juli 1902 vor La Coruña gestrandet |
| 1897 | Kaiser Wilhelm der Große                               | 14349 BRT         | AG Vulcan, Stettin                                        | Nordatlantikschnelldampfer, 1914 Hilfskreuzer, durch brit. Kreuzer Highflyer versenkt                                                                                              |
| 1901 | Kronprinz Wilhelm                                      | 14908 BRT         | AG Vulcan, Stettin                                        | Nordatlantikschnelldampfer, 1914 Hilfskreuzer, 1915 in Newport News interniert / 1917 durch US Shipping Board beschlagnahmt                                                        |
| 1898 | Kaiser Friedrich                                       | 12481 BRT         | F. Schichau, Danzig                                       | Nordatlantikschnelldampfer, nicht abgenommen, 1899 aufgelegt / 1912 an Compagnie de Navigation Sud-Atlantique, Burdigala                                                           |
| 1899 | Rhein (II)                                             | 10058 BRT         | Blohm & Voss AG, Hamburg                                  | Nordatlantikdienst, 1914 in Baltimore aufgelegt / 1917 durch US Shipping Board beschlagnahmt                                                                                       |
| 1900 | Main                                                   | 10067 BRT         | Blohm & Voss AG, Hamburg                                  | Nordatlantikdienst, 1919 an Shipping Controller, London, ausgeliefert |
| 1901 | Neckar                                                 | 9835 BRT          | J. C. Tecklenborg AG, Geestemünde                         | Nordatlantikdienst, 1914 in Baltimore aufgelegt / 1917 durch US Shipping Board beschlagnahmt                                                                                       |
| 1899 | Köln (II)                                              | 7409 BRT          | J. C. Tecklenborg AG, Geestemünde                         | Nordatlantikdienst, 1914 in Boston aufgelegt / 1917 durch US Shipping Board beschlagnahmt, US-Dienst als Amphion, 1924 Abbruch                                                     |
| 1899 | Hannover (II)                                          | 7305 BRT          | Wigham, Richardson & Co. Ltd., Newcastle                  | letzter Auftrag des NDL an eine englische Werft, Nordatlantikdienst, 1919 an Shipping Controller, London, ausgeliefert, 1921 Rückkauf, bis 1932 beim NDL                           |
| 1900 | Frankfurt (II)                                         | 7431 BRT          | J. C. Tecklenborg AG, Geestemünde                         | Nordatlantikdienst, 1919 an Shipping Controller, London, ausgeliefert, als Sarvistan bis 1931 in Dienst                                                                            |
| 1901 | Cassel                                                 | 7543 BRT          | J. C. Tecklenborg AG, Geestemünde                         | Nordatlantikdienst, 1919 an Shipping Controller, London, ausgeliefert, in Fahrt als Marechal Gallieni, 1926 abgewrackt                                                             |
| 1901 | Breslau                                                | 7524 BRT          | Bremer Vulkan AG, Vegesack                                | Nordatlantikdienst, 1914 in New Orleans aufgelegt / 1917 durch US Shipping Board beschlagnahmt, im US-Dienst als Bridgeport und Larkspur, 1947 abgewrackt                          |
| 1902 | Chemnitz (I)                                           | 7542 BRT          | J. C. Tecklenborg AG, Geestemünde                         | Nordatlantikdienst, 1919 an Shipping Controller, London, ausgeliefert, 1923 Abbruch                                                                                                |
| 1902 | Brandenburg                                            | 7532 BRT          | Bremer Vulkan AG, Vegesack                                | Nordatlantikdienst, 1919 an Shipping Controller, London, ausgeliefert, 1922 Hecuba, 1924 abgewrackt                                                                                |
| 1900 | Strassburg (II)                                        | 5057 BRT          | Bremer Vulkan AG, Vegesack                                | Ostasiendienst, 1904 an Hapag verkauft, Slavonia |
| 1900 | Würzburg                                               | 5085 BRT          | Bremer Vulkan AG, Vegesack                                | Ostasien-, dann Südamerikadienst, 1914 in St. Vincent aufgelegt / 1917 durch Portugal beschlagnahmt                                                                                |
| 1902 | Schleswig                                              | 6955 BRT          | AG Vulcan, Stettin                                        | Mittelmeerdienste, 1919 an Frankreich ausgeliefert (MM, Général Duquesne) |
| 1902 | Erlangen (I)                                           | 5285 BRT          | Bremer Vulkan AG, Vegesack                                | La Plata-Dienst, 1917 vor Ameland nach Minentreffer gesunken |
| 1903 | Prinz Waldemar                                         | 3227 BRT          | G. Seebeck A.G., Geestemünde                              | Reichspostdampfer Austral-Japan-Linie, 1914 in Honolulu aufgelegt / 1917 durch USA beschlagnahmt, 1925 Abbruch                                                                     |
| 1903 | Prinz Sigismund                                        | 3302 BRT          | AG Weser, Bremen                                          | Reichspostdampfer Austral-Japan-Linie, 1914 in Brisbane beschlagnahmt / als Bambra bis 1927 im Dienst                                                                              |
| 1903 | Kaiser Wilhelm II.                                     | 19361 BRT         | AG Vulcan, Stettin                                        | Nordatlantikschnelldampfer, 1914 in New York aufgelegt / 1917 durch US Shipping Board beschlagnahmt                                                                                |
| 1907 | Kronprinzessin Cecilie                                 | 19360 BRT         | AG Vulcan, Stettin                                        | Nordatlantikschnelldampfer, 1914 in Boston aufgelegt / 1917 durch US Shipping Board beschlagnahmt                                                                                  |
| 1903 | Zieten                                                 | 8066 BRT          | F. Schichau, Danzig                                       | Reichspostdampfer, 1914 in Mosambik aufgelegt / 1916 durch Portugal beschlagnahmt                                                                                                  |
| 1903 | Roon                                                   | 8022 BRT          | J. C. Tecklenborg AG, Geestemünde                         | Reichspostdampfer, 1919 an Shipping Controller, London, ausgeliefert |
| 1903 | Seydlitz                                               | 7942 BRT          | F. Schichau, Stettin                                      | Reichspostdampfer, durch Columbus-Abkommen weiter beim NDL, 1931 außer Dienst |
| 1903 | Gneisenau (I)                                          | 8081 BRT          | AG Vulcan, Stettin                                        | Reichspostdampfer, 1919 an Shipping Controller, London, ausgeliefert |
| 1904 | Princess Alice                                         | 10911 BRT         | 1900 AG Vulcan, Stettin                                   | 1900: Kiautschou der Hapag Reichspostdampfer Ostasien, / 1904 an NDL, umbenannt / 1914 in Cebu, Philippinen aufgelegt, beschlagnahmt, US Dienst                                    |
| 1904 | Scharnhorst (I)                                        | 8131 BRT          | J. C. Tecklenborg AG, Geestemünde                         | Reichspostdampfer, 1919 an Frankreich ausgeliefert, als La Bourdonais bis 1931 im Dienst der CGT,                                                                                  |
| 1906 | Yorck                                                  | 8901 BRT          | F. Schichau, Danzig                                       | Reichspostdampfer, durch Columbus-Abkommen weiter beim NDL, 1933 außer Dienst |
| 1906 | Bülow                                                  | 9028 BRT          | J. C. Tecklenborg AG, Geestemünde                         | Reichspostdampfer, 1914 in Lissabon aufgelegt / 1916 durch Portugal beschlagnahmt, als Tras-os-Montes, Nyassa weiter im Dienst, 1951 abgewrackt                                    |
| 1907 | Kleist                                                 | 8950 BRT          | F. Schichau, Danzig                                       | Reichspostdampfer, 1920 an Shipping Controller, London, ausgeliefert, 1921 bis 1944 in Japan im Dienst                                                                             |
| 1907 | Goeben                                                 | 8792 BRT          | AG Weser, Bremen                                          | Reichspostdampfer, 1920 an Frankreich ausgeliefert, als Rousillon bis 1930 im Dienst der CGT,                                                                                      |
| 1908 | Derfflinger                                            | 9060 BRT          | F. Schichau, Danzig                                       | Reichspostdampfer, 1914 durch Briten beschlagnahmt, 1923 Rückkauf und wieder beim NDL, 1932 außer Dienst                                                                           |
| 1908 | Lützow                                                 | 8818 BRT          | AG Weser, Bremen                                          | Reichspostdampfer, 1914 durch Briten beschlagnahmt, 1923 Rückkauf und wieder beim NDL, 1932 außer Dienst                                                                           |
| 1904 | Prinz Eitel Friedrich                                  | 8865 BRT          | AG Vulcan, Stettin                                        | Reichspostdampfer Ostasien, 1914 Hilfskreuzer, 1915 in Newport News interniert / 1917 durch US Shipping Board beschlagnahmt, 1934 Abbruch                                          |
| 1906 | Prinz Ludwig                                           | 9630 BRT          | AG Vulcan, Stettin                                        | Reichspostdampfer Ostasien, 1920 an Shipping Controller, London, ausgeliefert, als Orcades bis 1924 im Dienst                                                                      |
| 1906 | Skutari                                                | 2867 BRT          | 1890 Blohm & Voss, Hamburg                                | 1905 Ankauf als Serapis von Deutscher Levante-Linie, Marseille-Batum-Dienst, 1913 verkauft                                                                                         |
| 1906 | Therapia                                               | 3781 BRT          | 1901 Blohm & Voss, Hamburg                                | 1906 Ankauf von Deutscher Levante-Linie, Marseille-Batum-Dienst, 1913 verkauft |
| 1906 | Stambul                                                | 2663 BRT          | 1889 Blohm & Voss, Hamburg                                | 1910 Ankauf von Deutscher Levante-Linie, Marseille-Batum-Dienst, 1912 verkauft |
| 1907 | Prinz Friedrich Wilhelm                                | 17082 BRT         | J. C. Tecklenborg AG, Geestemünde                         | Bremerhaven–New York, 1919 an Großbritannien ausgeliefert, als Empress of India, Montlaurier und Montnairn bis 1929 im Dienst der Canadian Pacific                                 |
| 1907 | Gotha                                                  | 6653 BRT          | Bremer Vulkan AG, Vegesack                                | La Plata-Dienst, durch Columbus-Abkommen weiter im Dienst des NDL, 1933 außer Dienst                                                                                               |
| 1908 | Giessen                                                | 6583 BRT          | Bremer Vulkan AG, Vegesack                                | La Plata-Dienst, 1919 an Shipping Controller, London, ausgeliefert, als City of Harvard bis 1934 in britischen Dienst                                                              |
| 1910 | Coburg                                                 | 6750 BRT          | Bremer Vulkan AG, Vegesack                                | La Plata-Dienst, 1914 in Rio de Janeiro aufgelegt / 1917 durch Brasilien beschlagnahmt, als Pocone noch 1990 im Dienst                                                             |
| 1910 | Eisenach                                               | 6757 BRT          | Bremer Vulkan AG, Vegesack                                | La Plata-Dienst, 1914 in Pernambuco aufgelegt / 1917 durch Brasilien beschlagnahmt, als Santarem 1962 abgebrochen                                                                  |
| 1909 | George Washington                                      | 25570 BRT         | AG Vulcan, Stettin                                        | Bremerhaven–New York, 1914 in New York aufgelegt / 1917 durch US Shipping Board beschlagnahmt, 1951 abgebrochen                                                                    |
| 1909 | Berlin (II)                                            | 17324 BRT         | AG Weser, Bremen                                          | Bremerhaven–New York–Genua, 1919 an Großbritannien ausgeliefert, im Dienst der White Star Line als Arabic (III)), 1930 Abbruch                                                     |
| 1912 | Sierra Nevada (I)                                      | 8235 BRT          | AG Vulcan, Stettin                                        | La Plata-Dienst, 1914 in Pernambuco aufgelegt / 1917 durch Brasilien beschlagnahmt, als brasilianische Bage durch deutsches U-Boot 1943 versenkt                                   |
| 1912 | Sierra Ventana (I)                                     | 8262 BRT          | Bremer Vulkan AG, Vegesack                                | La Plata-Dienst, 1920 an Frankreich ausgeliefert, bis 1936 unter französischer Flagge als Alba der CNS und Amerique                                                                |
| 1913 | Sierra Cordoba (I)                                     | 8226 BRT          | AG Vulkan, Stettin                                        | La Plata-Dienst, 1915 in Callao aufgelegt / 1917 durch Peru beschlagnahmt, 1919 USA, als Ruth Alexander 1941 durch Japaner versenkt                                                |
| 1913 | Sierra Salvada                                         | 8227 BRT          | Bremer Vulkan AG, Vegesack                                | La Plata-Dienst, 1914 in Rio de Janeiro aufgelegt / 1917 durch Brasilien beschlagnahmt, später als Peer Gynt und Oceana wieder unter deutscher Flagge, 1946 bis 1963 Sowjetunion   |
| 1914 | Columbus Homeric                                       | 33526 BRT         | F. Schichau, Danzig                                       | 1921 an Großbritannien ausgeliefert, an White Star Line als Homeric, 1935 außer Dienst                                                                                             |
| 1915 | Zeppelin 1927: Dresden (II)                            | 14167 BRT         | Bremer Vulkan AG, Vegesack                                | 1919: an GB ausgeliefert/weiter an US Navy als USS Zeppelin / 1927 zurück an NDL, Dresden (II), 1934 vor Haugesund aufgelaufen und gesunken                                        |
| 1920 | München (II)                                           | 18940 BRT         | AG Weser, Bremen                                          | 1923 an Großbritannien ausgeliefert, bei Royal Mail Line als Ohio und bei White Star Line als Albertic bis 1930 in Dienst, 1934 Abbruch                                            |
| 1922 | Köln (III)                                             | 9265 BRT          | Bremer Vulkan AG, Vegesack                                | 1940 im Bottnischen Meerbusen gestrandet |
| 1922 | Crefeld (II)                                           | 9573 BRT          | Flensburger Schiffbau-Gesellschaft                        | 1939 in Massaua aufgelegt / 1941 selbst versenkt |
| 1922 | Sierra Nevada (II) 1925: Madrid                        | 8736 BRT          | AG Vulkan, Stettin                                        | 1925 umbenannt / 1934 an Hamburg-Süd übertragen |
| 1923 | Sierra Ventana (II)                                    | 11392 BRT         | Bremer Vulkan AG, Vegesack                                | 1935 verkauft |
| 1924 | Sierra Cordoba (II)                                    | 11469 BRT         | Bremer Vulkan AG, Vegesack                                | 1946 durch Großbritannien übernommen / 1948 ausgebrannt |
| 1924 | Sierra Morena                                          | 11430 BRT         | Bremer Vulkan AG, Vegesack                                | 1935 an KdF übertragen, Der Deutsche |
| 1922 | Weser (III)                                            | 9450 BRT          | AG Weser, Bremen                                          | 1933 außer Dienst |
| 1923 | Werra (II)                                             | 9475 BRT          | AG Weser, Bremen                                          | 1935 verkauft |
| 1924 | Saarbrücken                                            | 9429 BRT          | AG Weser, Bremen                                          | 1935 verkauft; italienisches Hospitalschiff Toscana |
| 1924 | Coblenz (II)                                           | 9449 BRT          | AG Weser, Bremen                                          | 1935 verkauft |
| 1924 | Trier (II)                                             | 9415 BRT          | AG Weser, Bremen                                          | 1936 verkauft |
| 1924 | Fulda (II)                                             | 9492 BRT          | AG Weser, Bremen                                          | 1939 in Dairen aufgelegt / 1940 an Japan übertragen |
| 1923 | München (III) 1931: General von Steuben                | 13325 BRT         | AG Vulkan, Stettin                                        | 1931 umbenannt, 1938 erneut in Steuben / 1945 torpediert |
| 1924 | Stuttgart (III)                                        | 13367 BRT         | AG Vulkan, Stettin                                        | 1943 in Gotenhafen nach Luftangriff gesunken |
| 1924 | Columbus                                               | 32354 BRT         | F. Schichau, Danzig                                       | 1939 nach Herannahen des brit. Zerstörers Hyperion selbst versenkt |
| 1925 | Berlin (III)                                           | 15286 BRT         | Bremer Vulkan AG, Vegesack                                | 1948 an Sowjetunion ausgeliefert, 1957 Adm: Admiral Nachimov, 1986 gesunken |
| 1927 | Arucas                                                 | 3359 BRT          | Flensburger Schiffbau-Gesellschaft                        | 1940 versenkt |
| 1927 | Orotava                                                | 3337 BRT          | Krupp Germaniawerft, Kiel                                 | 1940 umbenannt Robert Möhring, 1945 versenkt |
| 1929 | Bremen (IV)                                            | 51656 BRT         | AG Weser, Bremen                                          | Nordatlantikschnelldampfer, 1941 in Bremerhaven nach Brandstiftung vollkommen ausgebrannt                                                                                          |
| 1930 | Europa (III)                                           | 49746 BRT         | Blohm & Voss AG, Hamburg                                  | Nordatlantikschnelldampfer, 1946 an Frankreich ausgeliefert (CGT, Liberté) |
| 1931 | Rio Bravo                                              | 5946 BRT          | 1924 Krupp Germaniawerft, Kiel                            | 1931 von H.Schuldt übernommen, 1934 in Merkur umbenannt und nach Australien verkauft                                                                                               |
| 1931 | Rio Panuco                                             | 5944 BRT          | 1924 Krupp Germaniawerft, Kiel                            | 1931 von H.Schuldt übernommen, 1934 in Neptun umbenannt und nach Australien verkauft                                                                                               |
| 1935 | Scharnhorst (II)                                       | 18184 BRT         | AG Weser, Bremen                                          | 1939 in Kōbe aufgelegt / 1942 an Japan verkauft |
| 1935 | Gneisenau (II)                                         | 18160 BRT         | AG Weser, Bremen                                          | 1943 vor Gedser nach Minentreffer gesunken |
| 1935 | Potsdam                                                | 17528 BRT         | Blohm & Voss AG, Hamburg                                  | 1945 an MOWT, London ausgeliefert |
| 1955 | Berlin (IV)                                            | 18600 BRT         | 1925 Armstrong, Whitworth & Co., Newcastle                | ex Gripsholm, SAL / 1955 an NDL / 1966 außer Dienst |
| 1959 | Bremen (V)                                             | 32336 BRT         | Chantiers de Penhoët, St. Nazaire (1939)                  | ex Pasteur, CNS / 1959 an NDL / 1970 an Hapag-Lloyd, 1972 verkauft an Chandris als Regina Magna, 1974 aufgelegt, 1977 Wohnschiff Saudiphil I, 1980 als Filipinas-Saudi I gesunken. |
| 1966 | Europa (IV)                                            | 21514 BRT         | NV Koninklijke Maatschappij De Schelde, Vlissingen (1953) | ex Kungsholm, SAL / 1965 an NDL / 1970 an Hapag-Lloyd, 1981 an Costa-Linie verkauft, 1984 als Columbus C gekentert und 1985 verschrottet.                                          |

- Schwesterschiffe werden chronologisch aufgeführt. Dadurch sind die Jahreszahlen nicht immer in der richtigen Reihenfolge.